# 1964

## Wydarzenia w Polsce
- 2 stycznia – nieoficjalna wizyta Nikity Chruszczowa w Polsce.
- 3 stycznia – odbyła się premiera filmu Gdzie jest generał....
- 9 stycznia – odbył się ślub cywilny Tadeusza Nalepy z Mirą Kubasińską w Wałbrzychu.
- 13 stycznia – Karol Wojtyła został nominowany na arcybiskupa krakowskiego.
- 3 lutego – premiera filmu Liczę na wasze grzechy.
- 25 lutego – Sejm uchwalił Kodeks rodzinny i opiekuńczy.
- 27 lutego – powstanie klubu piłkarskiego GKS Katowice.
- 29 lutego:
  - ogłoszono tzw. plan Gomułki, będący memorandum w sprawie wstrzymania zbrojeń jądrowych w Europie Środkowej.
  - na lotnisku w Balicach wylądował pierwszy rejsowy samolot PLL LOT. Dzień wcześniej decyzją MON z dnia 6 lutego 1964 r. władze wojskowe udostępniły na potrzeby przyszłej cywilnej części około 10 ha terenu oraz prawo do korzystania z urządzeń lotniskowych.
- 5 marca – premiera filmu Skąpani w ogniu.
- 7 marca – we Wrocławiu rozpoczął się pierwszy festiwal jazzowy „Jazz nad Odrą”.
- 8 marca – w katedrze na Wawelu odbył się ingres arcybiskupi Karola Wojtyły.
- 14 marca – Antoni Słonimski złożył w kancelarii premiera List 34 w sprawie ograniczenia cenzury.
- 22 kwietnia – Sejm przyjął ustawę wstrzymującą bieg przedawnienia w stosunku do sprawców najcięższych zbrodni hitlerowskich.
- 22–23 kwietnia – Sejm uchwalił Kodeks cywilny i Kodeks postępowania cywilnego.
- 10 maja – na terenie byłego obozu w Treblince odsłonięto pomnik ku czci ofiar.
- 13 maja – wprowadzono nowy wzór tablic rejestracyjnych (4 cyfry + 2 litery).
- 1 czerwca – w Państwowej Operze we Wrocławiu odbyła się prapremiera pierwszego polskiego baletu dla dzieci Pinokio w kompozycji Jadwigi Szajny-Lewandowskiej.
- 15 czerwca – premiera komedii filmowej Żona dla Australijczyka w reżyserii Stanisława Barei.
- 15–20 czerwca – IV Zjazd PZPR.
- 10 lipca – premiera filmu Spotkanie ze szpiegiem.
- 20 lipca – odsłonięto pomnik Bohaterów Warszawy.
- 21 lipca – uruchomiono RTCN Śrem.
- 7 sierpnia – odbyła się premiera filmu Giuseppe w Warszawie.
- 12 sierpnia – Edward Ochab został przewodniczącym Rady Państwa PRL.
- 16 sierpnia – Telewizja Polska wyemitowała 1. odcinek serialu Bonanza.
- 13 września – Bogusław Gierajewski ustanowił rekord Polski w biegu na 400 m ppł. wynikiem 51,1 s.
- 14 września – premiera filmu Prawo i pięść.
- 19 września – w Bydgoszczy, Celina Gerwin ustanowiła rekord Polski w biegu na 400 m wynikiem 55,6 s.
- 22 września – Warszawa: na Wiśle uruchomiono ujęcie wody Gruba Kaśka.
- 2 października – premiera filmu Upał.
- 5 października – polski pisarz, dziennikarz i publicysta Melchior Wańkowicz został aresztowany pod zarzutem współpracy z Radiem Wolna Europa.
- 8 października – Rada Państwa zastosowała prawo łaski w stosunku do skazanych siedem lat wcześniej wysokiej rangi funkcjonariuszy byłego Ministerstwa Bezpieczeństwa Publicznego: Anatola Fejgina, Romana Romkowskiego i Józefa Różańskiego.
- 19 października:
  - Irena Kirszenstein ustanowiła rekord Polski w biegu na 200 m wynikiem 23,1 s.
  - Andrzej Badeński ustanowił rekord Polski w biegu na 400 m wynikiem 45,64 s.
  - Witold Baran ustanowił rekord Polski w biegu na 1500 m wynikiem 3.38.9 s.
- 26 października – przed warszawskim Sądem Wojewódzkim rozpoczął się proces Melchiora Wańkowicza, oskarżonego o działalność antypaństwową.
- 7 listopada – pierwsze zabójstwo przypisane Zdzisławowi Marchwickiemu.
- 9 listopada – Melchiora Wańkowicza skazano w wytoczonym mu przez władze procesie na półtora roku więzienia.
- 16 listopada:
  - Sejm przyjął ustawę o Polskim Czerwonym Krzyżu.
  - premiera filmu Rachunek sumienia.
- 17 listopada – Sejm uchwalił Kodeks postępowania cywilnego.
- 20 listopada – rozpoczął się proces oskarżonych w tzw. aferze mięsnej.
- 23 listopada – zainaugurował działalność Teatr Dramatyczny im. Jerzego Szaniawskiego w Wałbrzychu.
- 24 listopada – premiera filmu Agnieszka 46.
- 1 grudnia – we Wrocławiu powstał pierwszy w kraju zakład informatyczny ZETO.
- 3 grudnia – 8 członków załogi zginęło w pożarze okrętu podwodnego ORP „Sęp”.
- 4 grudnia – zainaugurował działalność Teatr Ziemi Rybnickiej.
- 12 grudnia – Mieczysław Moczar został mianowany ministrem spraw wewnętrznych, Lucjan Motyka ministrem kultury i sztuki.
- 18 grudnia – premiera filmu Panienka z okienka.
- 21 grudnia – w Poznaniu otwarto odbudowany Most Bolesława Chrobrego.
- 22 grudnia – przed III oddziałem NBP w Domu pod Orłami w Warszawie, nieustaleni nigdy sprawcy zastrzelili konwojenta i zrabowali ponad 1 mln 300 tys. złotych utargu z Centralnego Domu Towarowego.

## Wydarzenia na świecie
- 1 stycznia:
  - Belgia objęła prezydencję w Radzie Unii Europejskiej.
  - powstała Organizacja Wyzwolenia Palestyny.
- 4 stycznia:
  - Podróż apostolska Pawła VI do Ziemi Świętej: Paweł VI jako pierwszy papież przybył do Izraela.
  - Albert DeSalvo, zwany Dusicielem z Bostonu zamordował swoją ostatnią, trzynastą ofiarę.
- 5 stycznia – 1 podróż apostolska Pawła VI: papież Paweł VI spotkał się w Jerozolimie z głową kościoła wschodniego Athenagorasem I.
- 6 stycznia – zakończyła się 1. podróż apostolska papieża Pawła VI do Izraela i Jordanii.
- 7 stycznia – Roland Symonette został pierwszym premierem Bahamów.
- 9 stycznia – w antyamerykańskich zamieszkach w strefie Kanału Panamskiego zginęło 29 osób.
- 10 stycznia – Panama zerwała stosunki dyplomatyczne z USA.
- 12 stycznia – rewolucja obaliła Jamshida ibn-Abdullaha, ostatniego sułtana Zanzibaru – co położyło kres wielowiekowej dominacji Arabów na tej afrykańskiej wyspie.
- 13 stycznia:
  - bombowiec B-52 z dwiema bombami atomowymi na pokładzie rozbił się w Cumberland w stanie Maryland.
  - około 100 osób zginęło w starciach między hindusami i muzułmanami w Kalkucie.
  - Bob Dylan wydał swój trzeci album The Times They Are a-Changin’.
- 20 stycznia:
  - grupa The Beatles wydała swój pierwszy amerykański album Meet The Beatles!.
  - rozpoczął się pierwszy proces sprawców napadu stulecia[1]
- 21 stycznia – NASA wystrzeliła satelitę telekomunikacyjnego Relay 2.
- 22 stycznia – Kenneth Kaunda został pierwszym premierem Rodezji Północnej (obecnie Zambia).
- 25 stycznia – pierwsza wspólna inicjatywa kosmiczna USA i ZSRR. Wystrzelenie satelity Echo C.
- 27 stycznia – Francja i Chińska Republika Ludowa nawiązały kontakty dyplomatyczne.
- 29 stycznia – amerykańska dwustopniowa rakieta kosmiczna Saturn II wyniosła na orbitę okołoziemską najcięższego w dot. historii satelitę.
- 29 stycznia-9 lutego – odbyły się IX Zimowe Igrzyska Olimpijskie w Innsbrucku.
- 30 stycznia:
  - wystrzelono amerykańską sondę księżycową Ranger 6.
  - generał Dương Văn Minh został obalony przez generała Nguyễna Khánha (choć w listopadzie poprzedniego roku współdziałali z CIA w obaleniu generała Ngô Đình Diệma).
- 2 lutego – zakończyła się nieudana misja amerykańskiej sondy księżycowej Ranger 6.
- 5 lutego – premiera filmu Człowiek z Rio.
- 6 lutego – ministrowie transportu Francji i Wielkiej Brytanii podjęli decyzję o budowie tunelu pod kanałem La Manche.
- 7 lutego – Beatlemania: grupa The Beatles rozpoczęła swe pierwsze tournée po Stanach Zjednoczonych.
- 10 lutego – australijski lotniskowiec HMAS „Melbourne” zderzył się podczas manewrów w Zatoce Jervis z niszczycielem HMAS „Voyager”, przecinając go na dwie części. Zginęło 14 oficerów i 67 marynarzy z liczącej 293 osoby załogi oraz 1 z obecnych na okręcie stoczniowców.
- 11 lutego – w Waszyngtonie odbył się pierwszy amerykański koncert grupy The Beatles.
- 16 lutego – Willy Brandt został przewodniczącym SPD.
- 17 lutego:
  - NASA wystrzeliła sondę księżycową Ranger 8.
  - w wojskowym zamachu stanu w Gabonie został obalony prezydent Léon M’ba.
- 19 lutego:
  - na ekrany wszedł film Parasolki z Cherbourga z Catherine Deneuve w roli głównej i z muzyką Michela Legranda.
  - obalony 17 lutego w wojskowym zamachu stanu prezydent Gabonu Léon M’ba powrócił na stanowisko dzięki francuskiej interwencji wojskowej.
- 20 lutego:
  - Hussajn Oueini został po raz drugi premierem Libanu.
  - Maroko i Algieria zawarły w Rabacie porozumienie kończące wojnę graniczną.
- 25 lutego:
  - utworzono wspólne organy główne Europejskiej Wspólnoty Węgla i Stali, Europejskiej Wspólnoty Gospodarczej i Euratomu.
  - amerykański bokser Cassius Clay został po raz pierwszy zawodowym mistrzem świata wagi ciężkiej.
  - w katastrofie samolotu Douglas DC-8 pod Nowym Orleanem zginęło 58 osób.
- 29 lutego – samolot Bristol Britannia 312, należący do British Eagle International Airlines, lecący Londynu do Innsbrucka, rozbił się o wschodnie zbocze góry Glungezer w austriackich Alpach. Zginęły 83 osoby (75 pasażerów i 8 członków załogi).
- 1 marca – 85 osób zginęło w katastrofie samolotu Lockheed Constellation w Nevadzie.
- 4 marca – Rada Bezpieczeństwa ONZ uchwaliła rezolucję o wysłaniu sił pokojowych na Cypr.
- 6 marca:
  - Konstantyn II został królem Grecji.
  - dokonano oblotu myśliwca MiG-25.
- 9 marca – został zaprezentowany Ford Mustang.
- 13 marca – 29-letnia mieszkanka Nowego Jorku Kitty Genovese została brutalnie zamordowana przed swoim domem w dzielnicy Queens. Całkowity brak reakcji wielu osób będących świadkami zbrodni został opisany w czasie śledztwa przez psychologów jako tzw. „syndrom Genovese” (rozproszenie odpowiedzialności).
- 14 marca – Jack Ruby został skazany na karę dożywotniego pozbawienia wolności za zabójstwo Lee Harveya Oswalda, domniemanego zabójcy prezydenta Johna F. Kennedy’ego.
- 15 marca – powstał Białoruski Państwowy Uniwersytet Informatyki i Radioelektroniki w Mińsku.
- 16 marca – Brytyjczyk Peter Smithers został Sekretarzem Generalnym Rady Europy.
- 20 marca – powstała Europejska Organizacja Badań Kosmicznych (ESRO).
- 21 marca:
  - odbyła się prezentacja Škody 1000 MB.
  - w Kopenhadze odbył się 9. Konkurs Piosenki Eurowizji.
- 22 marca – reprezentacja Korei Północnej w piłce nożnej rozegrała swój pierwszy oficjalny mecz, remisując bezbramkowo w Rangunie z Mjanmą.
- 27 marca:
  - silne trzęsienie ziemi o magnitudzie 9,2 nawiedziło Alaskę, wstrząs i tsunami spowodowało śmierć 131 osób.
  - rozpoczęła się misja sił pokojowych ONZ na Cyprze.
- 31 marca – w Brazylii doszło do wojskowego zamachu stanu.
- 2 kwietnia – w kierunku Wenus została wystrzelona radziecka sonda Zond 1.
- 3 kwietnia – Panama i USA wznowiły stosunki dyplomatyczne zerwane 3 miesiące wcześniej po krwawych zamieszkach w strefie Kanału Panamskiego.
- 4 kwietnia – w Tempe, Amerykanin Henry Carr ustanowił rekord świata w biegu na 200 m wynikiem 20,2 s.
- 7 kwietnia:
  - przy pomocy radioteleskopu w obserwatorium Arecibo na Portoryko odkryto, że okres obrotu Merkurego wokół własnej osi wynosi 59 dni, a nie jak sądzono do tej pory 88.
  - firma IBM zaprezentowała pierwszy komputer z serii IBM System/360.
- 10 kwietnia:
  - na Zatoce Perskiej zatonął płynący do Kuwejtu statek z irańskimi nielegalnymi imigrantami. Zginęło 113 osób.
  - japońska wyprawa dokonała pierwszego wejścia na siedmiotysięcznik Gyachung Kang w Himalajach.
- 12 kwietnia – został wystrzelony radziecki satelita technologiczny Polot 2.
- 13 kwietnia – odbyła się 36. ceremonia wręczenia Oscarów.
- 15 kwietnia – Humberto de Alencar Castelo Branco został prezydentem Brazylii.
- 16 kwietnia:
  - w Wiedniu oddano do użytku Donauturm.
  - ukazał się debiutancki album grupy The Rolling Stones.
  - pierwszy samotny lot kobiety dookoła świata.
- 17 kwietnia:
  - w Nowym Jorku został zaprezentowany Ford Mustang.
  - prezydent Francji Charles de Gaulle przeszedł operację usunięcia guza prostaty.
  - Amerykanka Jerrie Mock została pierwszą kobietą, która samotnie obleciała świat.
  - podczas podchodzenia do lądowania w saudyjskim Dhahranie rozbił się na morzu samolot Sud Aviation Caravelle należący do Middle East Airlines; zginęło 49 osób.
- 21 kwietnia:
  - amerykańskie wojskowe satelity technologiczne Transit 5BN-3 i Transit 5E-4 spłonęły w atmosferze wraz z generatorem RTG po awarii rakiety nośnej.
  - dokonano oblotu niemieckiego samolotu transportowego HFB 320 Hansa.
- 22 kwietnia – otwarcie Wystawy Światowej w Nowym Jorku.
- 23 kwietnia – zainaugurował działalność moskiewski Teatr na Tagance.
- 24 kwietnia – odcięto głowę posągowi Małej Syrenki w kopenhaskim porcie.
- 26 kwietnia:
  - w wyniku zjednoczenia Zanzibaru i Tanganiki powstała Tanzania.
  - włączono do sieci pierwszy reaktor Elektrowni jądrowej Biełojarsk w Rosji.
- 1 maja – napisano i uruchomiono pierwszy program w języku programowania BASIC.
- 2 maja:
  - wojna wietnamska: północnowietnamscy nurkowie umieścili i zdetonowali ładunek wybuchowy na kadłubie zakotwiczonego w Sajgonie amerykańskiego lotniskowca USS „Card”, w wyniku czego osiadł on na głębokości 6 metrów.
  - chińscy himalaiści dokonali 1. wejścia na najniższy z ośmiotysięcznik Sziszapangma (8013 m n.p.m.).
- 4 maja – w Birmingham została założona grupa rockowa The Moody Blues.
- 7 maja – 44 osoby zginęły w katastrofie samolotu Fokker F27 w San Ramon w Kalifornii.
- 17 maja – kanadyjski hokeista Tim Horton otworzył w Hamilton restaurację, która z czasem przerodziła się w największą kanadyjską sieć barów szybkiej obsługi – Tim Hortons.
- 19 maja – powstał Narodowy Bank Rwandy.
- 24 maja – Lima: 318 osób zginęło, a ponad 500 zostało rannych w zamieszkach po meczu Peru-Argentyna.
- 28 maja – powstała Organizacja Wyzwolenia Palestyny.
- 7 czerwca – w Etiopii zniesiono ruch lewostronny.
- 9 czerwca – Lal Bahadur Shastri został premierem Indii.
- 11 czerwca – w wyniku ataku szaleńca uzbrojonego w domowej roboty miotacz ognia i lancę na szkołę podstawową w Kolonii zginęło 8 uczniów i 2 nauczycieli, a 22 osoby (głównie uczniowie) zostały ranne. Zamachowiec popełnił samobójstwo zażywając truciznę.
- 12 czerwca – Nelson Mandela został skazany na dożywocie.
- 15 czerwca – została utworzona Grupa 77, która skupiała kraje rozwijające się.
- 19 czerwca:
  - Klątwa Kennedych: senator Ted Kennedy został ciężko ranny w katastrofie lotniczej.
  - założono holenderski klub piłkarski SC Cambuur.
- 20 czerwca – Tajwan: 57 osób zginęło w katastrofie samolotu Curtiss C-46.
- 28 czerwca – Malcolm X założył na Uniwersytecie Columbia Organizację Jedności Afroamerykańskiej.
- 1 lipca – Niemcy objęły prezydencję w Radzie Unii Europejskiej
- 2 lipca – prezydent Stanów Zjednoczonych Lyndon B. Johnson podpisał ustawę o swobodach obywatelskich dla Murzynów; dokument ten podpisał również Martin Luther King.
- 6 lipca – Malawi uzyskało niepodległość od Wielkiej Brytanii.
- 10 lipca – w Wielkiej Brytanii wydany został longplay A Hard Day’s Night zespołu The Beatles.
- 14 lipca – Jacques Anquetil wygrał po raz piąty Tour de France.
- 15 lipca – Anastas Mikojan został przewodniczącym prezydium Rady Najwyższej ZSRR.
- 18 lipca – otwarto port lotniczy Madera.
- 2–5 sierpnia – zatopienie amerykańskiego okrętu USS Maddox (DD-731) w Zatoce Tonkińskiej. Początek wojny w Wietnamie
- 5 sierpnia:
  - lotnictwo amerykańskie rozpoczęło bombardowanie Wietnamu Północnego.
  - Kisangani w Demokratycznej Republice Konga zostało zajęte przez rebeliantów z Ludowej Armii Wyzwolenia, którzy rozpoczęli rzeź czarnych mieszkańców miasta i wzięli jako zakładników 1600 obcokrajowców.
- 6 sierpnia – w Nevadzie została ścięta sosna długowieczna zwana Prometheus, najstarsze znane drzewo na świecie (ok. 4900 lat).
- 18 sierpnia – Charles Hélou został wybrany przez parlament na prezydenta Libanu.
- 24 sierpnia – w Düsseldorfie zakończył się pierwszy proces zbrodniarzy z Treblinki.
- 28 sierpnia – wybuchły zamieszki rasowe w Filadelfii, w których rannych zostało 341 osób.
- 2 września – w katastrofie Iła-18 na Sachalinie zginęło 87 osób.
- 4 września – w Szkocji otwarto najdłuższy most w Europie Forth Road Bridge.
- 5 września – wystrzelono OGO 1, amerykańskiego satelitę geofizycznnego.
- 13 września – w Los Angeles, Amerykanin Rex Cawley ustanowił rekord świata w biegu na 400 m ppł. (49,1 s.)
- 17 września – premiera filmu Goldfinger.
- 21 września – Malta uzyskała niepodległość (od Wielkiej Brytanii).
- 22 września – na Broadwayu odbyła się premiera musicalu Skrzypek na dachu.
- 25 września – w Mozambiku rozpoczęło się antyportugalskie powstanie.
- 27 września – Komisja Warrena przedstawiła raport stwierdzający, że Lee Harvey Oswald był jedynym zabójcą odpowiedzialnym za śmierć prezydenta Kennedy’ego.
- 1 października – Japonia: otwarto pierwszą linię superszybkiej kolei Shinkansen.
- 2 października – 80 osób zginęło w katastrofie samolotu Douglas DC-8 w hiszpańskiej prowincji Grenada.
- 4 października – Włochy: otwarta została Autostrada Słońca.
- 5 października – 57 osób uciekło do Berlina Zachodniego tunelem wydrążonym pod Murem Berlińskim.
- 7 października – ZSRR: odbyła się testowa misja kosmiczna Kosmos 47 z dwoma manekinami na pokładzie.
- 10–24 października – XVIII Letnie Igrzyska Olimpijskie w Tokio:
  - 20 października – Brytyjka Ann Packer ustanowiła rekord świata w biegu na 800 m wynikiem 2:01,1 s.
- 12 października:
  - w Düsseldorfie rozpoczęto proces zbrodniarzy z Treblinki.
  - Rosja Sowiecka wystrzeliła na orbitę okołoziemską statek kosmiczny Woschod 1.
- 14 października:
  - w ZSRR Nikita Chruszczow został odsunięty od władzy. Nowym I sekretarzem Komitetu Centralnego KPZR został Leonid Breżniew (od 8 kwietnia 1966 sekretarz generalny KC).
  - Martin Luther King otrzymał pokojową nagrodę Nobla.
- 15 października:
  - Aleksiej Kosygin został mianowany premierem ZSRR.
  - Partia Pracy wygrała wybory parlamentarne w Wielkiej Brytanii.
- 19 października – Chińska Republika Ludowa przeprowadziła próbny wybuch jądrowy.
- 22 października:
  - Jean-Paul Sartre uhonorowany literacką Nagrodą Nobla.
  - kanadyjski komitet parlamentarny wybrał, spośród 2600 zgłoszonych na konkurs propozycji, obecny wzór flagi Kanady.
- 24 października:
  - w trakcie soboru watykańskiego II papież Paweł VI ogłosił św. Benedykta z Nursji Patronem Europy.
  - Zambia (jako Rodezja Północna) uzyskała niepodległość.
- 27 października – na wiecu przedwyborczym kandydata Partii Republikańskiej na prezydenta USA Barry’ego Goldwatera, znany do tej pory jako aktor Ronald Reagan wygłosił półgodzinne przemówienie, które rozpoczęło jego karierę polityczną.
- 29 października – Zjednoczona Republika Tanganiki i Zanzibaru przyjęła nazwę Republika Tanzanii.
- 1 listopada – czasowo otwarto przejścia w Murze Berlińskim.
- 2 listopada – król Arabii Saudyjskiej Saud ibn Abd al-Aziz as-Saud został w wyniku rodzinnego spisku odsunięty od władzy. Nowym królem został Faisal.
- 3 listopada – na prezydenta USA został wybrany L.B. Johnson.
- 4 listopada – premiera filmu Fantomas.
- 5 listopada – nieudana próba wystrzelenia amerykańskiej sondy Mariner 3, przeznaczonej do badania Marsa.
- 12 listopada – po abdykacji swej matki Szarlotty, książę Jan został wielkim księciem Luksemburga.
- 13 listopada – rozpoczęła się arabsko-izraelska bitwa o wodę.
- 21 listopada:
  - papież Paweł VI ogłosił uchwaloną trzy dni wcześniej przez Sobór watykański II konstytucję dogmatyczną Lumen gentium.
  - w Budapeszcie otwarto odbudowany po wysadzeniu w 1945 roku Most Elżbiety.
  - w Nowym Jorku otwarto Most Verrazano-Narrows.
- 24 listopada – biali najemnicy pod wodzą majora Mike Hoare wspierani przez oddziały belgijskie i amerykańskie rozpoczęli operację „Czerwony Smok”, w wyniku uwolniono zakładników i zdławiono komunistyczną rebelię Ludowej Armii Wyzwolenia w Stanleyville (Kisangani) w Demokratycznej Republice Kongo.
- 28 listopada – NASA: w kierunku Marsa wystrzelono sondę Mariner 4.
- 30 listopada – wystrzelono radziecką sondę marsjańską Zond 2.
- 1 grudnia – Malawi, Malta i Zambia zostały przyjęte do ONZ.
- 4 grudnia – ukazał się album Beatles for Sale grupy The Beatles.
- 6 grudnia – Antonio Segni ze względu na zły stan zdrowia ustąpił ze stanowiska prezydenta Włoch.
- 14 grudnia:
  - wojna wietnamska: lotnictwo amerykańskie rozpoczęło w Laosie bombardowania tzw. Szlaku Ho Chi Minha.
  - w Stambule otwarto stadion Ali Sami Yen.
- 17 grudnia – premiera filmu Grek Zorba.
- 21 grudnia – dokonano oblotu amerykańskiego samolotu dalekiego zasięgu o zmiennej geometrii skrzydeł General Dynamics F-111.
- 22 grudnia – dokonano oblotu amerykańskiego samolotu zwiadowczego Lockheed SR-71 Blackbird.
- 24 grudnia – wojna wietnamska: 2 amerykańskich oficerów zginęło, a około 60 osób zostało rannych w zamachu bombowym na Brinks Hotel w Sajgonie, zorganizowanym przez agentów Vietcongu.
- 29 grudnia – Giuseppe Saragat został prezydentem Włoch.
- 30 grudnia – utworzono UNCTAD.
- W Nowym Jorku powstał zespół The Velvet Underground.

## Urodzili się
- 1 stycznia: 
  - Yunan Tombe Trille Kuku Andali, sudański duchowny katolicki, biskup Al-Ubajjid
  - Moussa Dadis Camara, gwinejski wojskowy, polityk, prezydent Gwinei
  - Ron Gilbert, amerykański programista, autor gier komputerowych
  - Paolo Giulietti, włoski duchowny katolicki, biskup pomocniczy Perugii
  - Carlos Rodríguez, meksykański trener tenisa
- 2 stycznia:
  - Ingo Anderbrügge, niemiecki piłkarz
  - Arsen Awakow, ukraiński polityk
  - Wolfgang de Beer, niemiecki piłkarz, bramkarz, trener (zm. 2024)
- 3 stycznia: 
  - Farid Alakbarli, azerski historyk (zm. 2021)
  - Roberto Cravero, włoski piłkarz
  - Bruce LaBruce, kanadyjski pisarz, fotograf, filmowiec
  - Daniele Scarpa, włoski kajakarz
- 4 stycznia:
  - Dot-Marie Jones, amerykańska aktorka, armwrestlerka
  - Zbigniew Małachowski, polski piłkarz
  - Gaetano Manfredi, włoski polityk, burmistrz Neapolu
  - Renco Posinković, chorwacki piłkarz wodny
  - Christo Szopow, bułgarski aktor
- 5 stycznia:
  - Miloš Pavlović, serbski szachista
  - Bernard Piekorz, polski sztangista
  - Jacek Szopiński, polski hokeista, trener
- 6 stycznia: 
  - Siergiej Kuzniecow, rosyjski muzyk, członek zespołu Łaskowyj Maj (zm. 2022)
  - Henry Maske, niemiecki bokser
  - Marek Rzepka, polski piłkarz
  - Piotr Rzymyszkiewicz, polski aktor
  - Ken Walibora, kenijski pisarz, dziennikarz telewizyjny, tłumacz, wykładowca (zm. 2020)
  - Marek Wojtczak, polski basista, kontrabasista, członek Zespołu Reprezentacyjnego
- 7 stycznia:
  - Gerry Austgarden, kanadyjski curler
  - Hervé Balland, francuski biegacz narciarski
  - Nicolas Cage, amerykański aktor
  - Anna-Maja Henriksson, fińska prawnik, polityk
  - Mirosław Modrzejewski, polski piłkarz
- 8 stycznia: 
  - José Luis Carranza, peruwiański piłkarz
  - Sławomir Kowalewski, polski samorządowiec, burmistrz Mławy
  - Dariusz Łukowski, polski generał brygady
- 9 stycznia: 
  - Agnieszka Czopek, polska pływaczka
  - Hans van den Hende, holenderski duchowny katolicki, biskup Rotterdamu
  - Luca Lionello, włoski aktor
  - Antônio Tourinho Neto, brazylijski duchowny katolicki, biskup Cruz das Almas
- 10 stycznia: 
  - Stephen Ameyu Mulla, południowosudański duchowny katolicki, arcybiskup metropolita Dżuby, kardynał
  - Joseph Khalil Aoun, libański generał, prezydent Libanu
  - Jutta Niehaus, niemiecka kolarka szosowa
  - Brad Roberts, kanadyjski gitarzysta, lider zespołu Crash Test Dummies
  - Yuh Myung-woo, południowokoreański bokser
  - Agnieszka Wielowieyska, polska urzędniczka państwowa
- 11 stycznia:
  - Albert Dupontel, francuski aktor, scenarzysta i reżyser filmowy
  - Anita Gargas, polska dziennikarka
  - Arto Halonen, fiński reżyser filmów dokumentalnych oraz produkcji i animacji telewizyjnych
- 12 stycznia:
  - Jeff Bezos, amerykański przedsiębiorca, miliarder
  - Valdo, brazylijski piłkarz
- 13 stycznia:
  - Penelope Ann Miller, amerykańska aktorka
  - Gloria Siebert, niemiecka lekkoatletka, sprinterka
- 14 stycznia:
  - Mark Addy, brytyjski aktor
  - Jan Chrząszcz, polski samorządowiec, polityk, wicewojewoda śląski
  - Said Dghay, marokański piłkarz, bramkarz
  - Jasna Matić, serbska konsultantka i polityk
  - Siergiej Niemczinow, rosyjski hokeista, trener i działacz hokejowy
  - Kosma Złotowski, polski dziennikarz, samorządowiec, polityk, prezydent Bydgoszczy, poseł na Sejm, senator RP, eurodeputowany
- 15 stycznia:
  - Jacek Protas, polski polityk, poseł na Sejm RP, marszałek województwa warmińsko-mazurskiego
  - Wes Madiko, kameruński muzyk (zm. 2021)
- 16 stycznia:
  - Anne Berner, fińska menedżer, polityk
  - Helmut Geuking, niemiecki przedsiębiorca, polityk
  - Steve Penney, północnoirlandzki piłkarz
  - Massimo Pigliucci, włosko-amerykański filozof, biolog
- 17 stycznia:
  - Michelle Fairley, północnoirlandzka aktorka
  - Michelle Obama, amerykańska prawniczka, pierwsza dama
  - Andy Rourke, brytyjski basista, członek zespołu The Smiths (zm. 2023)
  - Yves Sente, belgijski scenarzysta komiksowy
- 18 stycznia:
  - Virgil Hill, amerykański bokser
  - Enrico Lo Verso, włoski aktor
  - Tomasz Szafrański, polski koszykarz
- 19 stycznia: 
  - Janine Antoni, amerykańska artystka współczesna pochodzenia bahamskiego
  - Elżbieta Pałasz, polska pisarka
- 20 stycznia:
  - Gregor Golobič, słoweński polityk
  - Ron Harper, amerykański koszykarz
  - Piotr Kłodkowski, polski orientalista, dziennikarz, dyplomata
  - Željko Komšić, bośniacki polityk, przewodniczący Prezydium Bośni i Hercegowiny
  - Luboš Kubík, czeski piłkarz, trener
  - Roger Smith, bahamski tenisista
  - Fareed Zakaria, amerykański politolog, publicysta pochodzenia indyjskiego
- 21 stycznia:
  - Manolo Jiménez, hiszpański piłkarz, trener
  - Gérald Passi, francuski piłkarz
  - Aleksandar Šoštar, serbski piłkarz wodny
- 22 stycznia:
  - Nigel Benn, brytyjski bokser
  - Stojko Vranković, chorwacki koszykarz
- 23 stycznia: 
  - Mariska Hargitay, amerykańska aktorka
  - Bharrat Jagdeo, gujański polityk, prezydent Gujany
  - Beata Lewicka, polska kajakarka
  - Abraham Nava, meksykański piłkarz
- 24 stycznia: 
  - Violeta Bulc, słoweńska polityk
  - Stefano Cerioni, włoski florecista
  - Annika Dahlmann, szwedzka biegaczka narciarska
  - Carole Merle, francuska narciarka alpejska
  - Silvester Lavrík, słowacki pisarz, poeta, reżyser teatralny i radiowy, dramaturg, scenarzysta
  - Robert Walenciak, polski dziennikarz i publicysta
- 25 stycznia:
  - Ikem Billy, brytyjski lekkoatleta, średniodystansowiec
  - Michał (Filimon), rumuński biskup prawosławny
  - Wasyl Jaducha, ukraiński polityk
  - Stephen Pate, australijski kolarz torowy i szosowy
- 26 stycznia:
  - Paul Johansson, amerykański aktor
  - Natalia Málaga, peruwiańska siatkarka
  - Jarosław Zawadka, polski koszykarz, trener
- 27 stycznia:
  - Bridget Fonda, amerykańska aktorka
  - Gabriela Mihalcea, rumuńska lekkoatletka, tyczkarka
  - Birgit Peter, niemiecka wioślarka
  - Álvaro Siviero, brazylijski pianista
  - Inga Thompson, amerykańska kolarka szosowa
- 28 stycznia:
  - Francis Obafemi Adesina, nigeryjski duchowny katolicki, biskup Ijebu-Ode
  - Andrzej Chmiel, polski nauczyciel, polityk, poseł na Sejm RP
  - David McPherson, szkocki piłkarz
  - Dirk Meier, niemiecki kolarz szosowy i torowy
  - Isabel Moreno, kubańska aktorka
- 29 stycznia: 
  - Holger Behrendt, niemiecki gimnastyk
  - Abilio Martínez Varea, hiszpański duchowny katolicki, biskup Osma-Soria
  - Fransiskus Nipa, indonezyjski duchowny rzymskokatolicki
  - Andrew Smith, jamajski lekkoatleta, sprinter
- 30 stycznia: 
  - Wojciech Chudziński, polski pisarz, publicysta
  - Christer Majbäck, szwedzki biegacz narciarski
  - Ihor Petrow, ukraiński piłkarz, trener
  - Otis Smith, amerykański koszykarz, trener, działacz sportowy
  - Tomáš Trapl, czeski aktor musicalowy i dubbingowy
- 31 stycznia: 
  - Sylvie Bernier, kanadyjska skoczkini do wody
  - Vincenzo Calvosa, włoski duchowny katolicki
  - Miguel España, meksykański piłkarz
  - Jodi Taffel, amerykańska aktorka
- 1 lutego:
  - Thies Kaspareit, niemiecki jeździec sportowy
  - Linus Roache, brytyjski aktor
  - Bugge Wesseltoft, norweski muzyk jazzowy, pianista, kompozytor, producent muzyczny
- 2 lutego: 
  - No Gyeong-seon, południowokoreański zapaśnik
  - Laura Poitras, amerykańska reżyserka i producentka filmowa
- 3 lutego:
  - Vinko Brešan, chorwacki reżyser, scenarzysta i producent filmowy
  - Søren Malling, duński aktor
  - Michael Rummenigge, niemiecki piłkarz
  - Domenico Semeraro, szwajcarski bobsleista
  - Indrek Tarand, estoński dziennikarz, polityk
- 4 lutego:
  - Elżbieta Bieńkowska, polska urzędniczka samorządowa, polityk, senator RP, wicepremier i minister infrastruktury i rozwoju, eurokomisarz
  - Ołeh Protasow, ukraiński piłkarz
  - Marc Van Der Linden, belgijski piłkarz
  - Wiaczesław Wołodin, rosyjski polityk, przewodniczący Dumy Państwowej
- 5 lutego:
  - Kazimierz Gołojuch, polski polityk, poseł na Sejm RP
  - Laura Linney, amerykańska aktorka
  - Duff McKagan, amerykański multiinstrumentalista, członek zespołów: Guns N’ Roses, The Fartz(inne języki), 10 Minute Warning(inne języki), Neurotic Outsiders, Velvet Revolver, The Gentlemen i Jane’s Addiction
  - Piotr Trzaskalski, polski reżyser filmowy
- 6 lutego:
  - Reinhard Alber, niemiecki kolarz torowy
  - Andriej Zwiagincew, rosyjski aktor, reżyser filmowy
- 7 lutego:
  - Piotr Antczak, polski aktor
  - Jacek Podsiadło, polski poeta, prozaik, tłumacz, dziennikarz, publicysta
  - Daviz Simango, mozambicki polityk
- 8 lutego: 
  - Nicola Farron, włoski aktor
  - Afszin Ghotbi, irański trener piłkarski
  - Kelvin Tatum, brytyjski żużlowiec
  - Trinny Woodall, brytyjska dziennikarka, prezenterka telewizyjna, stylistka, pisarka
- 9 lutego:
  - Iwona Fornalczyk, polska aktorka
  - Lars Grael, brazylijski żeglarz sportowy, polityk pochodzenia duńskiego
  - Antonio McKay, amerykański lekkoatleta, sprinter
  - Johanna Mikl-Leitner, austriacka polityk, gubernator Dolnej Austrii
  - Grzegorz Ryś, polski duchowny katolicki, arcybiskup metropolita łódzki, kardynał
  - Ernesto Valverde, hiszpański piłkarz, trener
- 10 lutego: 
  - Agata Budzyńska, polska poetka, piosenkarka, kompozytorka (zm. 1996)
  - Francesca Neri, włoska aktorka
  - Chris Sande, kenijski bokser
- 11 lutego:
  - Heidi VanDerveer, amerykańska koszykarka, trenerka
  - Yoshihiko Hara, japoński zapaśnik
  - Adrian Hasler, liechtensteiński polityk, premier Liechtensteinu
  - Agapitus Enuyehnyoh Nfon, kameruński duchowny katolicki, biskup Kumby
  - Sarah Palin, amerykańska polityk, gubernator Alaski
  - Ken Shamrock, amerykański wrestler, zawodnik MMA
  - Semir Tuce, bośniacki piłkarz
- 12 lutego: 
  - January Brunov, polski aktor
  - Anna Seaton, amerykańska wioślarka
  - Ben Sherwood, amerykański przedsiębiorca
  - Aleksandra Żurawska, polska fizyk, nauczyciel akademicki
- 13 lutego: 
  - Stephen Bowen, amerykański inżynier, astronauta
  - Jonny Hector, szwedzki szachista
  - Mark Patton, amerykański aktor
- 14 lutego:
  - Gianni Bugno, włoski kolarz szosowy
  - Zach Galligan, amerykański aktor
  - Hideyuki Matsui, japoński kolarz torowy
  - Nijazi Ramadani, kosowski nauczyciel i pisarz
  - Sigrid Wolf, austriacka narciarka alpejska
- 15 lutego: 
  - Leland Melvin, amerykański astronauta
  - Mark Price, amerykański koszykarz
  - Krzysztof Szwagrzyk, polski historyk
- 16 lutego:
  - Bebeto, brazylijski piłkarz
  - Zbigniew Ciaputa, polski perkusista, od 1987 członek zespołu Sztywny Pal Azji
  - Christopher Eccleston, brytyjski aktor
  - Walentina Jegorowa, rosyjska lekkoatletka, maratonka
- 17 lutego: 
  - Sirodżidin Aslow, tadżycki dyplomata, polityk
  - Dariusz Dąbski, polski przedsiębiorca
  - Alejandra Hoyos, kolumbijska strzelczyni sportowa
  - Jim Jordan, amerykański polityk, kongresman
  - Thierry Laurey, francuski piłkarz, trener
  - Ingrid Wolff, holenderska hokeistka na trawie
- 18 lutego:
  - Matt Dillon, amerykański aktor, reżyser filmowy pochodzenia irlandzkiego
  - Sammy Fuentes, portorykański bokser
  - Michael Gokum, nigeryjski duchowny katolicki, biskup Pankshin
  - Jared Huffman, amerykański polityk, kongresman
  - Sven Martinek, niemiecki aktor
  - Antonio Munoz, amerykański polityk
- 19 lutego:
  - Doug Aldrich, amerykański gitarzysta, członek zespołów: Whitesnake i Burning Rain
  - Jennifer Doudna, amerykańska biochemik, biolog molekularna
  - Beata Iwanek-Rozwód, polska łuczniczka
  - Klaus Lausch, niemiecki żużlowiec
  - Jonathan Lethem, amerykański pisarz
  - Jim McInally, szkocki piłkarz, trener
  - Elżbieta Nawrocka, polska polityk, wicemarszałek województwa łódzkiego, poseł na Sejm RP
  - Agata Rowińska, polska prawnik, urzędnik państwowy
  - Hiob (Smakouz), rosyjski biskup prawosławny
  - Jacek Sykulski, polski kompozytor, dyrygent
  - Teresa Worek, polska siatkarka
- 20 lutego:
  - Jean-Marc Bacquin, francuski narciarz dowolny
  - Romanas Brazdauskis, litewski koszykarz
  - Rudi Garcia, francuski piłkarz, trener
  - Willie Garson, amerykański aktor (zm. 2021)
  - Peter Gordeno, brytyjski muzyk, wokalista
  - Jarosław Karpuk, polski aktor
  - Paweł Lipnicki, polski aktor, wokalista, dramaturg
  - French Stewart, amerykański aktor
  - Rodney Rowland, amerykański aktor
  - Kusuma Wardhani, indonezyjska łuczniczka (zm. 2023)
- 21 lutego:
  - Mark E. Kelly, amerykański pilot wojskowy, astronauta, senator
  - Scott J. Kelly, amerykański pilot wojskowy, astronauta
  - Sławomir Kłosowski, polski polityk, poseł na Sejm RP, eurodeputowany
  - Amanda Patiño, kolumbijska zapaśniczka
- 22 lutego:
  - Marion Clignet, francuska kolarka szosowa i torowa
  - Gigi Fernández, portorykańska tenisistka
  - Krzysztof Niewrzęda, polski poeta, prozaik, eseista
  - Artur Orzech, polski dziennikarz muzyczny, prezenter radiowy i telewizyjny, konferansjer, gitarzysta
  - William Tanui, kenijski lekkoatleta, średniodystansowiec
  - Magnus Wislander, szwedzki piłkarz ręczny
- 23 lutego:
  - Paweł Graś, polski polityk, poseł na Sejm RP
  - John Norum, szwedzki gitarzysta, członek zespołu Europe
  - Ronan Vibert, brytyjski aktor (zm. 2022)
- 24 lutego:
  - Todd Field, amerykański aktor, reżyser, scenarzysta i producent filmowy
  - Grzegorz Kaszak, polski duchowny katolicki, biskup sosnowiecki
  - Iwan Marinow, bułgarski piłkarz, trener
  - Kazimiera Mosio, polska lekkoatletka, chodziarka
- 25 lutego:
  - Lee Evans, brytyjski aktor, komik, muzyk
  - Russell Mark, australijski strzelec sportowy
  - Artūras Melianas, litewski ekonomista, polityk
- 26 lutego:
  - Fabián Basualdo, argentyński piłkarz
  - Petyr Chubczew, bułgarski piłkarz, trener
  - Mark Dacascos, amerykański aktor, instruktor sztuk walki
  - Joanna Kreft-Baka, polska aktorka
  - Władimir Kryłow, rosyjski lekkoatleta, sprinter
  - Damian Łukasik, polski piłkarz
  - Jan Jakub Należyty, polski aktor, piosenkarz
- 27 lutego:
  - Thomas Lange, niemiecki wioślarz
  - John Pyper-Ferguson, australijski aktor
- 28 lutego:
  - Dżamolidin Abdużaparow, uzbecki kolarz szosowy
  - Lotta Lotass, szwedzka pisarka
  - Piotr Wiesiołek, polski bankowiec
  - Gustavo Zanchetta, argentyński duchowny katolicki, biskup Óranu
- 1 marca:
  - Paul Le Guen, francuski piłkarz
  - Luis Medina Cantalejo, hiszpański sędzia piłkarski
  - Maurizio Randazzo, włoski szpadzista
- 2 marca:
  - Tomasz Hryniewiecki, polski kardiolog
  - Kazimierz Jurek, polski hokeista
  - Konrad Kwiecień, polski łucznik
  - Jaime Pizarro, chilijski piłkarz
  - Mirosław Skonieczny, polski polityk, samorządowiec, burmistrz Piotrkowa Kujawskiego
  - Yoo Byung-ok, południowokoreański piłkarz
- 3 marca:
  - Laura Harring, amerykańska aktorka pochodzenia meksykańskiego
  - Jiang Jialiang, chiński tenisista stołowy
- 4 marca:
  - Jacek Dewódzki, polski wokalista, gitarzysta, kompozytor, autor tekstów
  - Stanisław Gruszka, polski skoczek spadochronowy
  - Flavio Vanzella, włoski kolarz szosowy
- 5 marca:
  - Bertrand Cantat, francuski gitarzysta, wokalista, autor tekstów, członek zespołu Noir Désir
  - Marek Krukowski, polski bibliotekarz
  - Andrzej Krzywy, polski wokalista, członek zespołu De Mono
  - Scott Skiles, amerykański koszykarz, trener
  - Gerald Vanenburg, holenderski piłkarz
  - Reggie Williams, amerykański koszykarz
- 6 marca:
  - Madonna Wayne Gacy, amerykański muzyk, członek zespołu Marilyn Manson
  - Sandro Rosell, hiszpański działacz piłkarski
- 7 marca:
  - Bret Easton Ellis, amerykański pisarz
  - Eusebio Samwel Kyando, tanzański duchowny katolicki, biskup Njombe
  - Władimir Smirnow, kazachski biegacz narciarski
- 8 marca:
  - Zbigniew Chlebowski, polski polityk, poseł na Sejm RP
  - Tomasz Latos, polski lekarz, polityk, poseł na Sejm RP
  - Dariusz Maciejewski, polski trener koszykówki
- 9 marca: 
  - Juliette Binoche, francuska aktorka
  - Paul Caligiuri, amerykański piłkarz
  - Sondra van Ert, amerykańska snowboardzistka
  - Herbert Fandel, niemiecki pianista, sędzia piłkarski
  - Michał Kopczyński, polski historyk
  - Valérie Lemercier, francuska aktorka, reżyserka, piosenkarka
  - Anna Zielińska, polska slawistka, profesor nauk humanistycznych
- 10 marca: 
  - Edward, hrabia Wesseksu
  - Neneh Cherry, szwedzka piosenkarka
  - Jacek Jaśkowiak, polski samorządowiec, prezydent Poznania
  - Anton Polster, austriacki piłkarz
- 11 marca: 
  - Joel Benjamin, amerykański szachista pochodzenia żydowskiego
  - Peter Berg, amerykański aktor, reżyser, scenarzysta i producent filmowy
  - Rafał Błaszczyk, polski siatkarz, trener
  - Steffen Bringmann, niemiecki lekkoatleta, sprinter
  - Raimo Helminen, fiński hokeista
  - Christian Henn, niemiecki kolarz szosowy
  - Leena Lehtolainen, fiński pisarz
  - Jarosław Morawiecki, polski hokeista, trener
  - Ferenc Palánki, węgierski duchowny katolicki, biskup Debreczynu-Nyíregyházy
- 12 marca:
  - Dieter Eckstein, niemiecki piłkarz
  - Jan Holender, polski lekkoatleta, chodziarz (zm. 2008)
- 13 marca: 
  - Steve Collins, kanadyjski skoczek narciarski
  - Inger Dam-Jensen, duńska śpiewaczka operowa (sopran)
  - Jauhienij Misiula, białoruski lekkoatleta, chodziarz
- 14 marca – Anna Olsson, szwedzka kajakarka
- 15 marca:
  - Fernando De Napoli, włoski piłkarz
  - Rockwell, amerykański piosenkarz
- 16 marca: 
  - H.P. Baxxter, niemiecki gitarzysta, wokalista, członek zespołu Scooter
  - Joël Corminbœuf, szwajcarski piłkarz, bramkarz
  - Flavia Fortunato(inne języki), włoska piosenkarka
  - Mauro Gianetti, szwajcarski kolarz szosowy
  - Sadie Plant, brytyjska filozofka, teoretyczka kultury, pisarka i tłumaczka
  - Pascal Richard, szwajcarski kolarz szosowy
  - Beat Schumacher, szwajcarski kolarz szosowy i przełajowy
  - Gore Verbinski, amerykański reżyser filmowy, pisarz pochodzenia polskiego
- 17 marca:
  - Stefano Borgonovo, włoski piłkarz (zm. 2013)
  - Lee Dixon, angielski piłkarz
  - Roman Gancarczyk, polski aktor
  - Jacek Jóźwiak, polski koszykarz, trener
  - Rob Lowe, amerykański aktor, reżyser filmowy
  - Jacques Songo’o, kameruński piłkarz, bramkarz
  - Alaksandr Szumidub, białoruski hokeista (zm. 2019)
  - Jarosław Woźniak, polski polityk, poseł na Sejm RP I kadencji
- 18 marca:
  - Izaak (Andronik), ukraiński biskup prawosławny
  - Bonnie Blair, amerykańska łyżwiarka szybka
  - Alex Caffi, włoski kierowca wyścigowy
  - Roger Honegger, szwajcarski kolarz górski i przełajowy
  - Rozalla, zambijska piosenkarka
  - Alena Schillerová, czeska prawnik, polityk
- 19 marca: 
  - Siergiej Dmitrijew, rosyjski piłkarz, trener
  - Yōko Kanno, japońska kompozytorka
  - Nicola Larini, włoski kierowca wyścigowy
  - Anna Nemś, polska działaczka samorządowa, polityk, posłanka na Sejm RP
- 20 marca:
  - Natacha Atlas, belgijska piosenkarka pochodzenia arabskiego
  - Piotr Banaszak, polski sztangista
  - Jolanta Bartczak, polska lekkoatletka, skoczkini w dal
  - Bryan Genesse, kanadyjski aktor
  - Robert Grudzień, polski muzyk, kompozytor, dyrektor festiwali muzycznych, producent muzyczny i teatralny
  - Aleksandrs Mirskis, łotewski inżynier, polityk pochodzenia rosyjsko-żydowskiego
- 21 marca: 
  - Phillip Troy Linger, amerykański aktor, producent filmowy
  - Lars Lunde, duński piłkarz, trener
  - Danny Miranda, amerykański basista, członek zespołów: Blue Öyster Cult i Faith and Fire
  - Rumen Pawłow, bułgarski zapaśnik
  - Ahmad Radhi, iracki piłkarz (zm. 2020)
- 22 marca:
  - Ioana Badea, rumuńska wioślarka
  - Przemysław Hałuszczak, polski gitarzysta
  - Michael Hesemann, niemiecki historyk, publicysta
  - Nicholas Patrick, amerykański inżynier, astronauta pochodzenia brytyjskiego
- 23 marca: 
  - Hope Davis, amerykańska aktorka
  - Aleksiej Pogodin, rosyjski hokeista
  - Beata Sawicka, polska polityk, poseł na Sejm RP
- 24 marca: 
  - Marek Kamiński, polski przedsiębiorca, podróżnik, polarnik
  - Annabella Sciorra, amerykańska aktorka
  - Steve Souza, amerykański wokalista, autor tekstów, członek zespołu Dublin Death Patrol
- 25 marca:
  - Robert Gaweł, polski historyk, samorządowiec, senator RP
  - (lub 15 marca) Ireneusz Loth, polski muzyk, perkusista, kompozytor, założyciel zespołu KAT
  - René Meulensteen, holenderski trener piłkarski
  - Richard Vivien, francuski kolarz szosowy
  - Kārlis Muižnieks, łotewski koszykarz, trener
  - Baz Warne, brytyjski gitarzysta i wokalista, muzyk grupy The Stranglers
- 26 marca:
  - Paul Bostaph, amerykański perkusista
  - Andrzej M. Fal, polski lekarz
  - Michael Frontzeck, niemiecki piłkarz, trener
  - Maria Miller, brytyjska ekonomistka, polityk
  - Ilija Najdoski, północnomacedoński piłkarz
  - Staffan Olsson, szwedzki piłkarz ręczny, trener
  - Arnaldo da Silva, brazylijski lekkoatleta, sprinter
  - Marek Siwiec, polski polityk, poseł na Sejm RP
  - Luiza Xhuvani, albańska aktorka
- 27 marca:
  - Juan José Méndez, hiszpański kolarz, paraolimpijczyk
  - Kad Merad, francuski aktor, komik, reżyser pochodzenia algierskiego
- 28 marca: 
  - Piotr Greger, polski duchowny katolicki, biskup pomocniczy bielsko-żywiecki
  - Jelena Winogradowa, rosyjska lekkoatletka, sprinterka
  - Ołeksandr Wołkow, ukraiński koszykarz, trener, działacz sportowy
- 29 marca:
  - Catherine Cortez Masto, amerykańska polityk, senator
  - Alberto Di Chiara, włoski piłkarz
  - Piotr Litwa, polski inżynier, samorządowiec, wojewoda śląski
  - Elle Macpherson, australijska modelka, aktorka
  - Zbigniew Zieliński, polski siatkarz
- 30 marca:
  - Tracy Chapman, amerykańska piosenkarka, kompozytorka
  - Mauro Galvano, włoski bokser
  - Ian Ziering, amerykański aktor
- 31 marca:
  - Nikołaj Iliew, bułgarski piłkarz
  - Kelly Jones, amerykański tenisista
  - Monique Knol, holenderska kolarka szosowa i torowa
  - Ołeksandr Turczynow, ukraiński ekonomista, polityk, wicepremier, p.o. premiera, przewodniczący Rady Najwyższej i p.o. prezydenta Ukrainy
- 1 kwietnia: 
  - Erik Breukink, holenderski kolarz szosowy
  - Jarosław Chojnacki, polski pieśniarz, kompozytor
  - Kevin Duckworth, amerykański koszykarz (zm. 2008)
- 2 kwietnia:
  - Gintaras Balčiūnas, litewski prawnik, adwokat, polityk
  - Dawit Gamkrelidze, gruziński polityk
  - Aldona Jankowska, polska aktorka
  - Goran Karan, chorwacki piosenkarz
  - Pirkko Mattila, fińska pielęgniarka, polityk
  - Gregory Parkes, amerykański duchowny katolicki, biskup Saint Petersburga
  - Jonathon Sharkey, amerykański muzyk, bokser, zapaśnik, polityk, satanista
- 3 kwietnia:
  - Marco Ballotta, włoski piłkarz, bramkarz
  - Bjarne Riis, duński kolarz szosowy
- 4 kwietnia:
  - Branco, brazylijski piłkarz
  - Anthony Clark, amerykański aktor
  - David Cross, amerykański aktor
  - Satoshi Furukawa, japoński lekarz, astronauta
  - Maarit Lalli, fińska reżyserka, scenarzystka i producentka filmowa
  - Paul Parker, angielski piłkarz, trener
- 5 kwietnia:
  - Lewon Dżulfalakian, ormiański zapaśnik
  - Fred de Jong, nowozelandzki piłkarz
  - Marius Lăcătuș, rumuński piłkarz, trener
  - Piotr Ostaszewski, polski historyk, politolog, amerykanista
  - Iwona Radziejewska, polska naukowiec, biochemik
  - Anna Rotkiewicz, polska szpadzistka
- 6 kwietnia:
  - Paulo Alves Romão, brazylijski duchowny katolicki, biskup pomocniczy Rio de Janeiro
  - René Eijkelkamp, holenderski piłkarz
  - Arseniusz Finster, polski inżynier, nauczyciel, wykładowca, samorządowiec, burmistrz Chojnic
  - Tim Walz, amerykański polityk
- 7 kwietnia:
  - Jace Alexander, amerykański reżyser filmowy, aktor
  - Russell Crowe, australijski aktor
  - Ángel Garrido, hiszpański polityk, prezydent Wspólnoty Madrytu
  - Wiesław Janczyk, polski samorządowiec, polityk, poseł na Sejm RP
- 8 kwietnia:
  - Annette Jörnlind, szwedzka curlerka
  - Dordi Nordby, norweska curlerka
- 9 kwietnia:
  - Juliet Cuthbert, jamajska lekkoatletka, sprinterka
  - Doug Ducey, amerykański polityk, gubernator stanu Arizona
  - Michael Heath, amerykański pływak
  - Paweł Wróblewski, polski lekarz, samorządowiec, marszałek województwa dolnośląskiego
- 10 kwietnia:
  - Claudio Barragán, hiszpański piłkarz
  - Manon Bollegraf, holenderska tenisistka
  - Elena Georgescu-Nedelcu, rumuńska wioślarka
  - Jeannine Mabunda, kongijska prawniczka i polityczka
  - Piotr Piekarski, polski lekkoatleta, średniodystansowiec
  - Wojciech Szadkowski, polski kompozytor, autor tekstów, producent muzyczny, perkusista
- 11 kwietnia: 
  - Grzegorz Nagórski, polski pianista jazzowy
  - Wojciech Płocharski, polski dziennikarz, podróżnik, kompozytor, autor tekstów piosenek
  - Patrick Sang, kenijski lekkoatleta, długodystansowiec
  - Jean-Marc Thystère-Tchicaya, kongijski polityk
- 12 kwietnia: 
  - Claudia Jung, niemiecka piosenkarka
  - Grzegorz Łoszewski, polski scenarzysta filmowy
  - Michael McMillen, nowozelandzki łyżwiarz szybki, działacz sportowy
  - Amy Ray, amerykańska muzyk, kompozytorka
- 13 kwietnia: 
  - Andy Goram, szkocki piłkarz, bramkarz (zm. 2022)
  - David W. Panuelo, mikronezyjski polityk, prezydent Mikronezji
  - Caroline Rhea, kanadyjska aktorka
  - Eusebio Sacristán, hiszpański piłkarz, trener
  - Yasuharu Takanashi, japoński kompozytor
- 14 kwietnia:
  - Gustavo Dezotti, argentyński piłkarz
  - Stuart Duncan, amerykański muzyk
  - Gina McKee, brytyjska aktorka
  - Vinnie Moore, amerykański muzyk i kompozytor
- 15 kwietnia:
  - Lee Kernaghan, australijski muzyk i wokalista country
  - Kamala Lopez, amerykańska aktorka, reżyserka, scenarzystka i producentka filmowa i telewizyjna pochodzenia wenezuelskiego
  - Vicente Rebollo Mozos, hiszpański duchowny katolicki
  - Duncan Tsoke, południowoafrykański duchowny katolicki, biskup pomocniczy Johannesburga
- 16 kwietnia:
  - Irina Minch, rosyjska koszykarka, trenerka, działaczka
  - Piotr Gąsowski, polski aktor
  - Leszek Nowak, polski muzyk, wokalista, członek zespołu Sztywny Pal Azji
  - Ion Popescu, ukraiński filolog, polityk pochodzenia rumuńskiego
  - Danny Quinn, włoski aktor, model, scenarzysta i reżyser filmowy
  - Helena Willis, szwedzka ilustratorka i autorka książek dla dzieci
- 17 kwietnia:
  - Maynard James Keenan, amerykański wokalista zespołu Tool
  - Andriej Borisienko, rosyjski kosmonauta
- 18 kwietnia:
  - Paul Gonzales, amerykański bokser
  - Anne Holmlund, fińska polityk
  - Zazie, francuska piosenkarka
- 19 kwietnia: 
  - Raman Ananjeu, białoruski wojskowy, przedsiębiorca, polityk
  - Piotr Płecha, polski basista, członek zespołu Budka Suflera
  - Frank-Peter Roetsch, niemiecki biathlonista
  - Nil (Syczow), rosyjski biskup prawosławny
- 20 kwietnia:
  - Gao Zhisheng, chiński prawnik, dysydent
  - Crispin Glover, amerykański aktor, malarz, muzyk
  - Nazar Honczar, ukraiński poeta, performer (zm. 2009)
  - Maciej Kosycarz, polski fotoreporter (zm. 2020)
  - Urszula Kryger, polska śpiewaczka operowa (mezzosopran), pianistka
  - Ursula Owusu, ghańska polityczka
  - Andy Serkis, brytyjski reżyser, aktor
  - Serafín Zubiri, hiszpański piosenkarz, kompozytor, pianista
- 21 kwietnia:
  - Kamie Ethridge, amerykańska koszykarka, trenerka
  - Alex Baumann, kanadyjski pływak
  - Ludmiła Engquist, rosyjska lekkoatletka, płotkarka
  - Richard Schallert, austriacki skoczek narciarski, trener
- 22 kwietnia: 
  - Mikuláš Bek, czeski muzykolog, nauczyciel akademicki, polityk
  - Massimo Carrera, włoski piłkarz, trener
  - James Langevin, amerykański polityk, kongresman
  - Alaksandr Miatlicki, białoruski piłkarz
  - Teija Tiilikainen, fińska politolog, wykładowczyni akademicka, urzędniczka państwowa
  - Wilma van Velsen, holenderska pływaczka
- 23 kwietnia:
  - Halla Margrét Árnadóttir, islandzka piosenkarka
  - Khalil Azmi, marokański piłkarz, bramkarz
  - Bill Browder, amerykański przedsiębiorca, działacz społeczny pochodzenia żydowskiego
  - Piotr Klatt, polski muzyk, wokalista, autor tekstów, lider zespołu Róże Europy, producent telewizyjnych programów muzycznych, prezenter radiowy
  - Caspar Veldkamp, holenderski dyplomata i polityk
- 24 kwietnia:
  - Gabriel Barba, argentyński duchowny katolicki, biskup Gregorio de Laferrère
  - Cedric the Entertainer, amerykański aktor, komik
  - Djimon Hounsou, amerykański aktor
- 25 kwietnia:
  - Fadela Amara, francuska polityk pochodzenia berberyjskiego
  - Hank Azaria, amerykański aktor
  - Andy Bell, brytyjski wokalista, członek zespołu Erasure
  - Omar Catarí, wenezuelski bokser
  - Marco D’Altrui, włoski piłkarz wodny
- 26 kwietnia:
  - Mark Esper, amerykański lobbysta i polityk, podpułkownik United States Army, sekretarz obrony Stanów Zjednoczonych
  - Zofia Ławrynowicz, polska nauczycielka, samorządowiec, posłanka na Sejm RP
- 27 kwietnia:
  - Daniel Fernández Torres, portorykański duchowny katolicki, biskup Arecibo
  - Kelvin Graham, australijski kajakarz
  - Peter Paul Saldanha, indyjski duchowny katolicki, biskup Mangalore
  - Lisa Wilcox, amerykańska aktorka
- 28 kwietnia:
  - Kaia Iva, estońska nauczycielka, działaczka samorządowa, polityk (zm. 2023)
  - Barry Larkin, amerykański baseballista
  - Roberto Mateos, meksykański aktor
  - Romas Mažeikis, litewski piłkarz
  - Francisco de Oliveira Vidal, brazylijski duchowny katolicki
  - Helen Taylor, brytyjska arystokratka
- 29 kwietnia:
  - Jarosław Duda, polski socjolog, polityk, poseł na Sejm, senator RP i eurodeputowany
  - Alaksandr Malinouski, białoruski piłkarz ręczny, trener
  - Mariusz Wilczyński, polski autor filmów animowanych
- 30 kwietnia:
  - Tony Fernandes, malezyjski przedsiębiorca
  - Kent James, amerykański muzyk, aktor
  - Lorenzo Staelens, belgijski piłkarz
- 1 maja: 
  - Espen Barth Eide, norweski polityk
  - Yvonne van Gennip, holenderska łyżwiarka szybka
  - Bogdan Huk, polski dziennikarz pochodzenia ukraińskiego
  - Wołodymyr Siergiejew, ukraiński szachista
  - Peter Skaarup, duński polityk
  - Paco Tous, hiszpański aktor
- 2 maja:
  - Elisabet Gustafson, szwedzka curlerka
  - Jan Kounen, francuski producent i reżyser filmowy pochodzenia holenderskiego
  - Jacek Perkowski, polski gitarzysta, członek zespołu T.Love
  - Jarosław Zyskowski, polski koszykarz, trener
- 3 maja: 
  - István Brockhauser, węgierski piłkarz, bramkarz
  - Bogdan Długajczyk, polski piłksrz
  - Robert Kościelniakowski, polski szablista
  - Andrzej Kraiński, polski muzyk, kompozytor, wokalista, lider zespołu Kobranocka
- 4 maja:
  - Mónica Bardem, hiszpańska aktorka
  - Andrzej Butruk, polski aktor, piosenkarz, satyryk, lektor (zm. 2011)
  - Silvia Costa, kubańska lekkoatletka, skoczkini wzwyż
  - Gary Holt, amerykański muzyk, kompozytor i gitarzysta
  - Janusz Mastalski, polski duchowny katolicki, biskup pomocniczy krakowski
  - Igors Miglinieks, łotewski koszykarz, trener
  - Alena Mihulová, czeska aktorka
  - Goran Prpić, chorwacki tenisista
  - Ibrahim Mohamed Solih, malediwski polityk, prezydent Malediwów
  - Piotr Żuchowski, polski polityk, samorządowiec, wicemarszałek województwa warmińsko-mazurskiego
- 5 maja: 
  - Aszot Barseghian, ormiański piłkarz, trener
  - Jean-François Copé, francuski polityk
  - Rostam Ghasemi, irański generał brygady, polityk (zm. 2022)
  - Tom Gulbrandsen, norweski piłkarz
  - Heike Henkel, niemiecka lekkoatletka, skoczni wzwyż
  - Félix Isisola, peruwiański zapaśnik
  - Maciej Pieprzyca, polski scenarzysta i reżyser filmowy i telewizyjny
  - Wojciech Woźniak, polski fotografik, muzyk
- 6 maja:
  - Roberto Franco, włoski narciarz dowolny
  - Monika Luft, polska aktorka, prezenterka telewizyjna, pisarka
  - Arild Midthun, norweski autor komiksów
  - Lars Mikkelsen, duński aktor
- 7 maja:
  - Marek Graba, polski piłkarz
  - István Hiller, węgierski polityk
- 8 maja:
  - Päivi Alafrantti, fińska lekkoatletka, oszczepniczka
  - Melissa Gilbert, amerykańska aktorka
  - Walerij Gopin, rosyjski piłkarz ręczny
  - Marek Ługowski, polski piłkarz
  - Talal Mansur, katarski lekkoatleta, sprinter
  - Dave Rowntree, brytyjski perkusista, kompozytor, członek zespołu Blur, prawnik, polityk, animator
  - Metin Tekin, turecki piłkarz, trener
- 9 maja:
  - Fiodor Bondarczuk, rosyjski aktor, reżyser filmowy
  - Mirosław Chmara, polski lekkoatleta, tyczkarz
  - Płamen Jurukow, bułgarski przedsiębiorca, polityk
  - Ihor Zachariak, ukraiński piłkarz, trener
- 10 maja: 
  - Emmanuelle Devos, francuska aktorka
  - Anna Kalata, polska ekonomistka, polityk, minister pracy i polityki społecznej
- 11 maja:
  - Phil Jackson, amerykański bokser
  - Tim Blake Nelson, amerykański aktor
  - Bożena Lidia Szmel, polska dziennikarka sportowa
- 12 maja:
  - Przemysław Gosiewski, polski polityk, poseł na Sejm RP, minister-członek Rady Ministrów, wicepremier (zm. 2010)
  - Julius Maada Bio, sierraleoński wojskowy, polityk, prezydent Sierra Leone
  - Bart Somers, flamandzki polityk
- 13 maja:
  - Adam Andryszczyk, polski bard, poeta, autor tekstów piosenek, kompozytor
  - Siergiej Bułanow, rosyjski zapaśnik
  - Stephen Colbert, amerykański komik, satyryk, aktor
  - Ronnie Coleman, amerykański policjant, kulturysta
  - Paweł Łysak, polski reżyser teatralny
  - Robert Marland, kanadyjski wioślarz
  - Robert Płuszka, polski aktor
- 14 maja:
  - Hamid Berhili, marokański bokser
  - Walter Berry, amerykański koszykarz
  - Néstor Gorosito, argentyński piłkarz, trener
  - Marek Kinczyk, polski samorządowiec, prezydent Bytomia
  - Eric Peterson, amerykański muzyk, kompozytor, instrumentalista, członek zespołów: Testament i Dragonlord
  - Rosen Plewneliew, bułgarski przedsiębiorca, polityk, prezydent Bułgarii
- 15 maja: 
  - Sulejman Demollari, albański piłkarz, trener
  - Lars Løkke Rasmussen, duński polityk, premier Danii
  - Marek Wojaczek, polski sędzia żużlowy
- 16 maja:
  - Peter Fieber, słowacki piłkarz, trener
  - John Salley, amerykański koszykarz
- 17 maja:
  - Stratos Apostolakis, grecki piłkarz
  - Piotr Bukartyk, polski autor tekstów i kompozytor piosenek, artysta kabaretowy, konferansjer
- 18 maja: 
  - Ignasi Guardans, hiszpański i kataloński prawnik, wykładowca akademicki, polityk
  - Irina Jasina, rosyjska ekonomistka, dziennikarka, działaczka społeczna
  - Satoru Mochizuki, japoński piłkarz
  - Michael Robert Rhein, niemiecki muzyk, wokalista, członek zespołu In Extremo
  - Per Sætersdal, norweski wioślarz
  - Jolanta Szołno-Koguc, polska ekonomistka, polityk, wojewoda lubelski
- 19 maja: 
  - Miloslav Mečíř, słowacki tenisista
  - Gitanas Nausėda, litewski ekonomista, polityk, prezydent Litwy
  - Ivo Nesrovnal, słowacki prawnik, samorządowiec, burmistrz Bratysławy
- 20 maja:
  - Crawford Ashley, brytyjski bokser
  - Miodrag Belodedici, rumuński piłkarz pochodzenia serbskiego
  - Olga Bogosłowska, rosyjska lekkoatletka, sprinterka
  - Gia Guruli, gruziński piłkarz, trener
  - Petr Kellner, czeski przedsiębiorca, multimiliarder (zm. 2021)
  - Patti Russo, amerykańska piosenkarka, kompozytorka, aktorka
  - Robert Smoleń, polski polityk, eurodeputowany
- 21 maja:
  - Rui Maria de Araújo, wschodniotimorski polityk, premier Timoru Wschodniego
  - Danny Lee Clark, amerykański aktor, scenarzysta, reżyser i producent telewizyjny pochodzenia japońskiego
  - Armin Eichholz, niemiecki wioślarz
  - Rachelle Ferrell, amerykańska piosenkarka, skrzypaczka, pianistka
  - Rosa García, peruwiańska siatkarka
- 22 maja – Mark Christopher Lawrence, amerykański aktor, komik
- 23 maja: 
  - Staci Greason, amerykańska aktorka
  - Ruth Metzler-Arnold, szwajcarska polityk
  - Robert Mordak, polski architekt, polityk, poseł na Sejm RP
- 24 maja:
  - Erik Lindh, szwedzki tenisista stołowy
  - Liz McColgan, szkocka lekkoatletka, biegaczka długodystansowa
  - Ołeh Skrypka, ukraiński muzyk
- 25 maja:
  - Ivan Bella, słowacki pilot wojskowy, kosmonauta
  - Robert Moszyński, polski chemik
  - Dietmar Nietan, niemiecki polityk
  - Ray Stevenson, brytyjski aktor (zm. 2023)
- 26 maja: 
  - Lenny Kravitz, amerykański piosenkarz, producent muzyczny
  - Walerij Sałow, rosyjski szachista
  - Hiroshi Shimizu, japoński reżyser filmowy
  - Carl Thompson, brytyjski bokser
- 27 maja:
  - Maria Kalaniemi, fińska akordeonistka, pedagog
  - Natalja Kowtun, rosyjska lekkoatletka, sprinterka
- 28 maja: 
  - Armen Gilliam, amerykański koszykarz (zm. 2011)
  - Piotr Linek, polski poeta, publicysta
  - Christa Miller, amerykańska aktorka
- 29 maja: 
  - Oswaldo Negri Jr., brazylijski kierowca wyścigowy
  - Charles Scerri, maltański piłkarz
  - Ewa Szeląg, polska piłkarka ręczna
- 30 maja:
  - Iwajło Kałfin, bułgarski ekonomista, polityk
  - Tom Morello, amerykański gitarzysta, członek zespołów: Rage Against the Machine i Audioslave
  - Mark Sheppard, brytyjski aktor, muzyk
  - Elżbieta Wąsik, polska scenarzystka, graficzka, reżyserka filmów animowanych
- 31 maja: 
  - Billy Davies, szkocki piłkarz, trener
  - Artur Dziurman, polski aktor, reżyser
  - Yukio Edano, japoński polityk
  - Kid Frost, amerykański raper pochodzenia meksykańskiego
  - Jarosław Góral, polski aktor
  - Zbigniew Janus, polski lekkoatleta, sprinter
  - Darryl McDaniels, amerykański raper, aktor
- 1 czerwca:
  - Lezlie Deane, amerykańska aktorka
  - Artur Hajdasz, polski perkusista
  - Magomiedsałam Magomiedow, rosyjski polityk pochodzenia dargijskiego, prezydent Dagestanu
- 2 czerwca:
  - Caroline Link, niemiecka reżyserka i scenarzystka filmowa
  - Ewa Ornacka, polska pisarka, publicystka
  - Agnès Thill, francuska polityk
- 3 czerwca: 
  - Doro, niemiecka wokalistka, autorka tekstów
  - Jan Gruba, polski karateka
  - Kerry King, amerykański gitarzysta, członek zespołu Slayer
  - Wiesław Krajewski, polski polityk, samorządowiec, poseł na Sejm RP
  - James Purefoy, brytyjski aktor
  - Matthew Ryan, australijski jeździec sportowy
  - Lucia Žitňanská, słowacka prawnik, polityk
- 4 czerwca:
  - Ângelo Antônio, brazylijski aktor
  - Karol Bachura, polski dyplomata
  - Luisa Cervera, peruwiańska siatkarka
- 5 czerwca:
  - Laura Charameda, amerykańska kolarka szosowa
  - Lisa Cholodenko, amerykańska reżyserka i scenarzystka filmowa
  - Rick Riordan, amerykański pisarz
  - Karl Sanders, amerykański muzyk, gitarzysta, wokalista, kompozytor
  - Martin Weinek, austriacki aktor
- 6 czerwca:
  - Tadeusz Arłukowicz, polski dziennikarz, samorządowiec, polityk, senator RP
  - Nelli Cooman, holenderska lekkoatletka, sprinterka pochodzenia surinamskiego
  - Sékouba Konaté, gwinejski pułkownik, polityk, p.o. prezydenta Gwinei
  - Agata Osika-Kucharska, polska artystka fotograf
- 7 czerwca:
  - Judie Aronson, amerykańska aktorka
  - Armin Assinger, austriacki narciarz alpejski, prezenter telewizyjny
  - Petr Hruška, czeski poeta, scenarzysta filmowy, krytyk literacki
  - Peter Schepull, szwajcarski piłkarz
- 8 czerwca:
  - Kim Kwang-sun, południowokoreański bokser
  - Butch Reynolds, amerykański lekkoatleta, sprinter
- 9 czerwca:
  - Marcin Ciempiel, polski basista, członek zespołów: XXCS, Wilki, Oddział Zamknięty, Maanam, Tilt, Fotoness i Apteka
  - Igor Griszczuk, białoruski koszykarz, trener
  - Gloria Reuben, kanadyjska aktorka
  - Jarosław Siwiński, polski kompozytor, pianista
  - Denis Zvizdić, bośniacki polityk, premier Bośni i Hercegowiny
- 10 czerwca:
  - Jimmy Chamberlin, amerykański perkusista
  - Stuart McCall, szkocki piłkarz
  - Andrew Niccol, nowozelandzki reżyser, scenarzysta i producent filmowy
  - Vincent Pérez, szwajcarski aktor, reżyser i producent filmowy
  - Arturo Ros Murgadas, hiszpański duchowny katolicki, biskup pomocniczy Walencji
  - Małgorzata Sikorska-Miszczuk, polska librecistka, współczesna dramatopisarka i dramaturg, scenarzystka, autorka słuchowisk i sztuk dla dzieci
  - Paweł Suski, polski samorządowiec, polityk, poseł na Sejm RP
  - Gary Wallis, brytyjski perkusista, członek zespołów: Mike and the Mechanics i Pink Floyd
  - Piotr Wojtasik, polski trębacz jazzowy
- 11 czerwca:
  - Jean Alesi, francuski kierowca wyścigowy
  - Wren T. Brown, kanadyjsko-amerykański aktor
  - Jacek Hamela, polski reżyser dźwięku
  - Martine Ohr, holenderska hokeistka na trawie
- 12 czerwca:
  - Lorraine Downes, nowozelandzka zdobywczyni tytułu Miss Universe
  - Roberto Fortunato, włoski kolarz szosowy
  - Uwe Kamps, niemiecki piłkarz, bramkarz
  - Wiesław Krótki, kanadyjski duchowny katolicki pochodzenia polskiego, biskup Churchill-Zatoka Hudsona
  - Paula Marshall, amerykańska aktorka
  - Agnieszka Robótka-Michalska, polska aktorka
  - Hans Runge, niemiecki basista, członek zespołu Die Ärzte
  - Takashi Yamazaki, japoński reżyser i scenarzysta filmowy
- 13 czerwca: 
  - Jennifer Gillom, amerykańska koszykarka, trenerka
  - Šarūnas Marčiulionis, litewski koszykarz
  - Małgorzata Szeptycka, polska aktorka
  - Tamara Tichonowa, rosyjska biegaczka narciarska
- 14 czerwca:
  - Torbjörn Flygt, szwedzki pisarz
  - Janusz Gałuszka, polski piłkarz
  - Giennadij Żylcow, rosyjski zapaśnik
- 15 czerwca: 
  - Courteney Cox, amerykańska aktorka
  - Gu Sang-bum, południowokoreański piłkarz
  - Gavin Greenaway, brytyjski kompozytor oraz dyrygent
  - Michael Laudrup, duński piłkarz, trener
  - Pavel Ploc, czeski skoczek narciarski
- 16 czerwca:
  - Michael Lusch, niemiecki piłkarz
  - Michael Metz, niemiecki hokeista na trawie
- 17 czerwca:
  - Rinaldo Capello, włoski kierowca wyścigowy
  - Michael Groß, niemiecki pływak
  - Zbigniew Konopka, polski aktor
  - Jurij Michajłus, rosyjski piłkarz
  - Ricardo Moniz, holenderski piłkarz, trener pochodzenia hiszpańskiego
- 18 czerwca:
  - Hans Florine, amerykański wspinacz sportowy
  - Udajj Husajn, iracki polityk, syn Saddama (zm. 2003)
  - Tomasz Olichwer, polski menedżer kultury, samorządowiec, polityk, poseł na Sejm RP
  - Petre Tobă, rumuński funkcjonariusz policji, polityk
- 19 czerwca: 
  - Matt Hyde, amerykański producent muzyczny, muzyk, kompozytor, inżynier dźwięku
  - Boris Johnson, brytyjski polityk, burmistrz Londynu, premier Wielkiej Brytanii
  - Franz-Josef Overbeck, niemiecki duchowny katolicki, biskup Essen
  - Kevin Schwantz, amerykański motocyklista wyścigowy
- 20 czerwca: 
  - Mariola Dankiewicz, polska lekkoatletka, oszczepniczka
  - Michael Landon Jr., amerykański aktor
  - Silke Möller, niemiecka lekkoatletka, sprinterka
- 21 czerwca:
  - Patrice Bailly-Salins, francuski biathlonista
  - Luigi Bielli, włoski kolarz torowy i szosowy
  - Oleg Kononienko, rosyjski pilot wojskowy, kosmonauta
  - Jurij Kruppa, ukraiński szachista
  - Olivier Mahafaly Solonandrasana, madagaskarski polityk, premier Madagaskaru
  - David Morrissey, brytyjski aktor, scenarzysta i reżyser filmowy, telewizyjny i teatralny
  - Wałerij Newerow, ukraiński szachista
  - Kiyoshi Ōkuma, japoński piłkarz, trener
  - Marcel Rohner, szwajcarski bobsleista
  - Dean Saunders, walijski piłkarz, trener
  - Doug Savant, amerykański aktor
  - Stephan Turnovszky, austriacki duchowny katolicki, biskup pomocniczy Wiednia
- 22 czerwca:
  - Hiroshi Abe, japoński aktor
  - Amy Brenneman, amerykańska aktorka
  - Dan Brown, amerykański pisarz
  - Fajr Ibrahim, syryjski piłkarz, trener
  - Miroslav Kadlec, czeski piłkarz
  - Markus Prock, austriacki saneczkarz
- 23 czerwca:
  - Kenji Honnami, japoński piłkarz
  - Piotr Kępiński, polski poeta, krytyk literacki
  - Juan Ignacio Martínez, hiszpański piłkarz, trener
  - Brygida Turowska, polska aktorka
  - Joss Whedon, amerykański aktor, reżyser filmowy
- 24 czerwca: 
  - Philippe Fargeon, francuski piłkarz
  - Sylvie Goddyn, francuska działaczka samorządowa, polityk
  - Heiko Hunger, niemiecki skoczek narciarski, kombinator norweski
  - Günther Mader, austriacki narciarz alpejski
  - Gary Suter, amerykański hokeista
- 25 czerwca:
  - Rodrigo Ávila, salwadorski poeta
  - Dell Curry, amerykański koszykarz
  - Johnny Herbert, brytyjski kierowca wyścigowy
  - Emma Suárez, hiszpańska aktorka
  - Piotr Urbanek, polski gitarzysta basowy, członek zespołu Perfect
  - Ernst Vettori, austriacki skoczek narciarski
- 26 czerwca:
  - Tommi Mäkinen, fiński kierowca rajdowy
  - Hiroyuki Morita, japoński twórca filmów anime
  - Lilianna Stawarz, polska klawesynistka, pedagog, profesor doktor habilitowana sztuk muzycznych
- 27 czerwca: 
  - Stephan Brenninkmeijer, holenderski montażysta, reżyser, scenarzysta i producent filmowy
  - Wojciech Cejrowski, polski dziennikarz, satyryk, podróżnik, fotograf, pisarz, publicysta
  - Kai Diekmann, niemiecki dziennikarz
  - Bruce Kendall, nowozelandzki żeglarz sportowy
  - Serge Le Dizet, francuski piłkarz, trener
  - Chuck Person, amerykański koszykarz
- 28 czerwca:
  - Bolesław Błaszczyk, polski piłkarz
  - Sabrina Ferilli, włoska aktorka
  - Ewa Kierzkowska, polska polityk, wicemarszałek Sejmu RP
  - Turi Meyer, amerykański reżyser, scenarzysta i producent filmowy
  - Ismail Youssef, egipski piłkarz
- 29 czerwca: 
  - Dariusz Biskupski, polski aktor
  - Philippe Grivel, szwajcarski kolarz torowy i szosowy
  - Artur Przygoda, polski gitarzysta, kompozytor, realizator dźwięku, członek i współzałożyciel zespołu Farba (zm. 2021)
  - Steve Zing, amerykański perkusista basista, członek zespołów: Samhain, The Undead(inne języki), Danzig i Doomtree(inne języki)
- 30 czerwca:
  - Alexandra, duńska arystokratka
  - Tanja Dangałakowa, bułgarska pływaczka
  - Jerzy Nieć, polski zapaśnik
  - Ivan Trojan, czeski aktor
- 1 lipca:
  - Guillermo Abanto Guzmán, peruwiański duchowny katolicki, biskup polowy Peru
  - Denise Fajardo, peruwiańska siatkarka
  - Augusto Paolo Lojudice, włoski duchowny katolicki, arcybiskup Sieny, kardynał
  - Tomasz Sobieraj, polski prozaik, poeta, eseista, krytyk literacki, fotograf
  - Franz Wohlfahrt, austriacki piłkarz, bramkarz
- 2 lipca:
  - José Canseco, amerykański baseballista pochodzenia kubańskiego
  - Mirosław Drożdżowski, polski gitarzysta, kompozytor, aranżer, pedagog
  - Patrick Hetzel, francuski polityk, nauczyciel akademicki i urzędnik państwowy
  - Cyryl (Kojerakis), grecki biskup prawosławny
  - Steve Nielsen, brytyjski dyrektor sportowy w zespołach Formuły 1
  - Oumar Ben Salah, iworyjski piłkarz
  - Éric Srecki, francuski szpadzista pochodzenia polskiego
- 3 lipca:
  - Ewa Dąbrowska, polska aktorka
  - Joanne Harris, brytyjska pisarka
  - Aleksiej Sieriebriakow, rosyjski aktor
- 4 lipca:
  - Patti Lank, amerykańska curlerka
  - Edi Rama, albański malarz, samorządowiec, polityk, burmistrz Tirany i premier Albanii
  - Mark Slaughter, amerykański gitarzysta, wokalista, członek zespołu Slaughter
- 5 lipca: 
  - Uxue Barkos, hiszpańska dziennikarka, polityk, prezydent Nawarry
  - Leri Chabiełow, gruziński zapaśnik
  - Filip De Wilde, belgijski piłkarz, bramkarz
  - Dariusz Karłowicz, polski filozof
  - Walerij Miedwiedcew, rosyjski biathlonista
  - Ronald D. Moore, amerykański scenarzysta i producent telewizyjny
  - Piotr Nowak, polski piłkarz, trener
- 6 lipca:
  - Cristina D’Avena, włoska piosenkarka, aktorka
  - Jolanta Janota, polska lekkoatletka, sprinterka
  - Lillie Leatherwood, amerykańska lekkoatletka, sprinterka
  - Mariusz Muszyński, polski prawnik
  - John Ottman, amerykański kompozytor, montażysta i reżyser filmowy
  - Cezary Stryjak, polski polityk, poseł na Sejm RP
- 7 lipca:
  - Kōsuke Fujishima, japoński mangaka
  - Bonczo Genczew, bułgarski piłkarz
  - Krzysztof Skiba, polski muzyk, wokalista, członek zespołu Big Cyc, autor tekstów piosenek, satyryk, publicysta
  - Radka Stojanowa, bułgarska wioślarka
  - Robert Tomanek, polski ekonomista, polityk, wiceminister
  - Theo Travis, brytyjski saksofonista, flecista, kompozytor
  - Shin’ichi Tsutsumi, japoński aktor
- 8 lipca:
  - Durrant Brown, jamajski piłkarz
  - Aleksiej Gusarow, rosyjski hokeista, trener i działacz hokejowy
  - Jérôme Rivière, francuski samorządowiec, polityk, eurodeputowany
- 9 lipca:
  - Courtney Love, amerykańska wokalistka, gitarzystka, członkini zespołu Hole, aktorka
  - Diana Nausėdienė, litewska inżynier technolog i nauczycielka akademicka
  - Mieczysław Szcześniak, polski piosenkarz, kompozytor, autor tekstów
  - Gianluca Vialli, włoski piłkarz (zm. 2023)
- 10 lipca:
  - Angeł Czerwenkow, bułgarski piłkarz
  - Peter Larsson, szwedzki curler
  - Eloy Olaya, hiszpański piłkarz
  - Jana Vápeníková, czeska biathlonistka
  - Dalton Vigh, brazylijski aktor
- 11 lipca:
  - Craig Charles, brytyjski aktor, prezenter radiowy i telewizyjny
  - Marvyn Cox, brytyjski żużlowiec
  - Bruno Dreossi, włoski kajakarz
  - Ingrid Haringa, holenderska kolarka torowa, łyżwiarka szybka
  - Helmut Krausser, niemiecki poeta, prozaik, dramaturg, kompozytor, szachista
  - Michał Kruszona, polski historyk kultury, pisarz, muzealnik
  - Piotr Luczyk, polski gitarzysta, członek zespołu Kat
  - Piotr Milewski, polski pisarz, poeta, wokalista i dziennikarz
- 12 lipca:
  - Anna Bogucka, polska nauczycielka, samorządowiec, senator
  - Brent Hollamby, nowozelandzki zapaśnik
  - Valentin Popa, rumuński inżynier, wykładowca akademicki, polityk
- 13 lipca: 
  - Jarosław Burczyk, polski biolog, genetyk, wykładowca akademicki
  - Rob Dixon, brytyjski strongman
  - Pascal Hervé, francuski kolarz szosowy (zm. 2024)
  - Frans Maas, holenderski lekkoatleta, skoczek w dal i trójskoczek
  - Slobodan Marović, serbski piłkarz
  - Piotr Myrcha, polski chirurg, wokalista i gitarzysta rockowy
  - Gabriel Msipu Phiri, zambijski duchowny katolicki, biskup Chipaty
  - Kujtim Shala, chorwacki piłkarz, trener pochodzenia kosowskiego
  - Krzysztof Wanio, polski dziennikarz sportowy, prezenter radiowy i telewizyjny
- 14 lipca:
  - Marcelino Bolívar, wenezuelski bokser
  - Jane Espenson, amerykańska scenarzystka i producentka filmowa
  - Heike Singer, niemiecka kajakarka
  - Pedro Siza Vieira, portugalski prawnik, polityk
  - Anna Zagórska, polska aktorka
- 15 lipca:
  - Nicolás Baisi, argentyński duchowny katolicki, biskup pomocniczy La Platy
  - John Brzenk, amerykański armwrestler pochodzenia polskiego
  - Alain Guiraudie, francuski aktor, scenarzysta i reżyser filmowy
  - Tetsuji Hashiratani, japoński piłkarz, trener
  - Shari Headley, amerykańska aktorka
  - Vladimir Soria, wenezuelski piłkarz, trener
- 16 lipca:
  - Nino Burdżanadze, gruzińska polityk
  - Phil Hellmuth, amerykański pokerzysta
  - Miguel Indurain, hiszpański kolarz szosowy
  - Kevin Levrone, amerykański kulturysta, aktor, muzyk
- 17 lipca: 
  - Norbert Dobeleit, niemiecki lekkoatleta, sprinter
  - Earl Jones, amerykański lekkoatleta, średniodystansowiec
  - Tomasz Kozłowicz, polski aktor, lektor
  - Heather Langenkamp, amerykańska aktorka
- 18 lipca:
  - Dariusz Bugaj, polski piłkarz ręczny
  - Rada Sławinska, bułgarska dyrygentka, kompozytorka, pedagog muzyczny, autorka tekstów piosenek
  - Wendy Williams, amerykańska aktorka, projektanka mody i osobowość telewizyjna
- 19 lipca: 
  - Teresa Edwards, amerykańska koszykarka, trenerka
  - Mijeegombyn Enchbold, mongolski polityk, premier Mongolii
  - Masahiko Kondō, japoński piosenkarz, autor tekstów, aktor, kierowca wyścigowy
  - Brian Udaigwe, kameruński duchowny katolicki, arcybiskup, nuncjusz apostolski w Sri Lance
- 20 lipca:
  - Chris Cornell, amerykański muzyk, wokalista, autor tekstów, członek zespołów: Soundgarden i Audioslave (zm. 2017)
  - Terri Irwin, australijska przyrodniczka pochodzenia amerykańskiego
  - Czesław Mroczek, polski prawnik, polityk, poseł na Sejm RP
  - Sebastiano Rossi, włoski piłkarz, bramkarz
  - Bernd Schneider, niemiecki kierowca wyścigowy
- 21 lipca:
  - Gustavo Bermúdez, argentyński aktor, producent filmowy
  - Fabrice Colas, francuski kolarz torowy
  - Silvia Hroncová, słowacka menedżerka kultury, publicystka i teatrolog
  - Leszek Lisowski, polski judoka
  - Jana Nečasová, czeska wysoka urzędniczka państwowa i polityk
  - Beata Rybotycka, polska piosenkarka, aktorka
  - Jens Weißflog, niemiecki skoczek narciarski
- 22 lipca: 
  - Sylvain Bataille, francuski duchowny katolicki, biskup Saint-Étienne
  - Adam Godley, brytyjski aktor
  - Bonnie Langford, brytyjska aktorka, tancerka, piosenkarka
  - John Leguizamo, kolumbijsko-amerykański aktor
  - Anneke von der Lippe, norweska aktorka
  - David Spade, amerykański aktor, komik
- 23 lipca: 
  - Roman Chagba, rosyjski piłkarz pochodzenia gruzińskiego
  - Marzena Kryszkiewicz, polska informatyk, profesor nauk technicznych
  - Marek Wierzbicki, polski historyk, profesor nauk społecznych
- 24 lipca:
  - Barry Bonds, amerykański baseballista
  - Urmas Kaljend, estoński piłkarz
  - Ignazio Messina, włoski prawnik, polityk
  - Banana Yoshimoto, japońska pisarka
- 25 lipca: 
  - Szarif Szajh Ahmed, somalijski bojownik, polityk
  - Anne Applebaum, amerykańska pisarka, dziennikarka, publicystka pochodzenia żydowskiego
  - Tatsuya Ueta, japoński siatkarz, trener
- 26 lipca: 
  - Sandra Bullock, amerykańska aktorka, producentka filmowa
  - Tatjana Mittermayer, niemiecka narciarka dowolna
  - Faustin Ambassa Ndjodo, kameruński duchowny katolicki, arcybiskup Garoua
  - Mario Opinato, włoski aktor, tancerz
  - Tomasz Świątek, polski wioślarz
- 27 lipca:
  - Dave Brat, amerykański polityk, kongresman
  - Rex Brown, amerykański basista, członek zespołu Pantera
  - Marek Długozima, polski polityk, samorządowiec, burmistrz Trzebnicy
  - Roman Gruszecki, polski piłkarz, trener
  - Andrzej Kramarz, polski fotograf, dokumentalista
  - Anna Żaczek, polska lekkoatletka, dyskobolka
- 28 lipca:
  - Karin Buder, austriacka narciarka alpejska
  - Aleksandyr Christow, bułgarski bokser
  - Tomasz Czyżewski, polski gitarzysta, kompozytor, autor tekstów
  - Barbara Ganz, szwajcarska kolarka torowa i szosowa
  - Kazimierz Michał Ujazdowski, polski prawnik, polityk, poseł na Sejm RP, minister kultury i dziedzictwa narodowego, eurodeputowany
- 29 lipca: 
  - Wendy Kilbourne, amerykańska aktorka
  - Steven Novella, amerykański neurolog
  - Marise Payne, australijska polityk
- 30 lipca:
  - Vivica A. Fox, amerykańska aktorka
  - Jürgen Klinsmann, niemiecki piłkarz, trener
- 31 lipca: 
  - Wendell Alexis, amerykański koszykarz
  - C.C. Catch, holendersko-niemiecka piosenkarka
  - Jim Corr, irlandzki muzyk, członek zespołu The Corrs
- 1 sierpnia:
  - Kaspar Capparoni, włoski aktor
  - Martin Reiner, czeski poeta, prozaik, edytor, wydawca, tłumacz
  - Natalja Szykolenko, białoruska lekkoatletka, oszczepniczka (zm. 2025)
- 2 sierpnia:
  - Henry Aruna, sierraleoński duchowny katolicki, biskup Kenemy
  - Frank Biela, niemiecki kierowca wyścigowy
  - Ernesto Maguengue, mozambicki duchowny katolicki, biskup Inhambane
  - Mary-Louise Parker, amerykańska aktorka
- 3 sierpnia:
  - Eyüp Can, turecki bokser
  - Joan Higginbotham, amerykańska inżynier, astronautka
  - Ye Qiaobo, chińska łyżwiarka szybka
  - Abhisit Vejjajiva, tajski polityk, premier Tajlandii
  - Andrzej Wyrobiec, polski przedsiębiorca i polityk, wiceminister
- 4 sierpnia:
  - Lefter Koka, albański polityk
  - Elizabeth Johnston Kostova, amerykańska pisarka
  - Sebastian Roché, francuski aktor
  - Anna Sui, amerykańska projektantka mody
- 5 sierpnia: 
  - Raimonds Laizāns, łotewski piłkarz, bramkarz
  - Miguel Ángel Osorio Chong, meksykański polityk
  - Zoran Sretenović, serbski koszykarz, trener (zm. 2022)
- 6 sierpnia – Bobo Craxi, włoski polityk
- 7 sierpnia: 
  - Zoran Lutovac, serbski politolog, dyplomata, polityk
  - Mario Scirea, włoski kolarz szosowy
- 8 sierpnia: 
  - Giuseppe Conte, włoski prawnik, polityk, premier Włoch
  - Klaus Ebner, austriacki prozaik, poeta
  - Nicolae Juravschi, mołdawski kajakarz, kanadyjkarz
  - Ildikó Keresztes, węgierska wokalistka, aktorka
  - Mira Lesmana, indonezyjska reżyserka i producentka filmowa
  - Krzysztof Maruszewski, polski profesor nauk chemicznych i biotechnologicznych
  - Elisabeta Tufan-Guzganu, rumuńska florecistka
- 9 sierpnia:
  - Felix Becker, niemiecki szablista
  - Brett Hull, amerykański hokeista pochodzenia kanadyjskiego
  - Edmundas Pupinis, litewski nauczyciel, samorządowiec, polityk
  - Dumitru Stângaciu, rumuński piłkarz, bramkarz
- 10 sierpnia: 
  - Krzysztof Borkowski, polski polityk i samorządowiec, poseł na Sejm RP
  - Piotr Konieczyński, polski aktor
  - Anna Maruszeczko, polska dziennikarka
  - Dorota Nowakowska, polska aktorka
  - Beverly Randolph, amerykańska aktorka
- 11 sierpnia – Lawrence Monoson, amerykański aktor
- 12 sierpnia: 
  - Jarosław Bako, polski piłkarz, bramkarz
  - Aitor Beguiristáin, hiszpański piłkarz
  - Katherine Boo, amerykańska dziennikarka, pisarka
  - Gocza Gogricziani, gruziński piłkarz, trener
  - Andrij Klujew, ukraiński inżynier górnictwa, polityk
  - Andrzej Kołakowski, polski pieśniarz, poeta, pedagog, publicysta
- 13 sierpnia: 
  - Ian Haugland, szwedzki perkusista, członek zespołu Europe
  - Stepan Prociuk, ukraiński poeta, prozaik
- 14 sierpnia: 
  - Piotr Karczewski, polski polityk, wojewoda pomorski
  - Marek Piotrowski, polski kickboxer, bokser
- 15 sierpnia:
  - Luc Chatel, francuski polityk
  - Carlos Manuel Escribano Subías, hiszpański duchowny katolicki, arcybiskup Saragossy
  - Melinda Gates, amerykańska bizneswoman, filantropka
  - Tibor Komáromi, węgierski zapaśnik
  - Marian Kowalski, polski działacz polityczny, felietonista, kulturysta
  - Birkir Kristinsson, islandzki piłkarz, bramkarz
  - Debi Mazar, amerykańska aktorka
  - Anna Maria Muccioli, sanmaryjska polityk
  - Mariana Simeanu, rumuńska lekkoatletka, biegaczka średniodystansowa
- 16 sierpnia:
  - Jimmy Arias, amerykański tenisista
  - Šarūnas Bartas, litewski reżyser filmowy
  - Barry Venison, angielski piłkarz
- 17 sierpnia:
  - Colin James, kanadyjski wokalista, gitarzysta
  - Jorginho, brazylijski piłkarz
  - Maria McKee, amerykańska piosenkarka
  - Alenka Trop Skaza, słoweńska lekarz, polityk
- 18 sierpnia:
  - Tadeusz Bafia, polski kombinator norweski, trener
  - Craig Bierko, amerykański aktor, scenarzysta, piosenkarz
  - Andreas Deris, niemiecki muzyk, wokalista, lider zespołu Helloween
  - Věra Jourová, czeska polityk
  - Mikko Kolehmainen, fiński kajakarz
  - Eduard Son, kazachski piłkarz pochodzenia koreańskiego
  - Kenny Walker, amerykański koszykarz
- 19 sierpnia:
  - Vincent Dollmann, francuski duchowny katolicki, arcybiskup Cambrai
  - Adas Jakubauskas, litewski przedsiębiorca, politolog, działacz społeczny pochodzenia tatarskiego
  - Pete Ricketts, amerykański polityk, gubernator stanu Nebraska
  - Walerij Tichonienko, rosyjski koszykarz, trener
- 20 sierpnia: 
  - Giuseppe Giannini, włoski piłkarz, trener
  - Dorota Niedziela, polska lekarka weterynarii, polityk, poseł na Sejm RP
  - Sachiko Yamashita, japońska lekkoatletka, maratonka
  - Antoni Zdrawkow, bułgarski piłkarz, trener
- 21 sierpnia: 
  - Etan Fox, izraelski reżyser filmowy
  - Esteban González Pons, hiszpański polityk
  - Jerżan Kazychanow, kazachski polityk, dyplomata
  - Rafał Zagórny, polski prawnik, polityk, poseł na Sejm RP
- 22 sierpnia: 
  - Trey Gowdy, amerykański polityk, kongresman
  - Maria Koc, polska polityk, samorządowiec, senator RP
  - Mats Wilander, szwedzki tenisista
  - Andrew Wilson, amerykański aktor, reżyser i producent filmowy
- 23 sierpnia:
  - Johan Bruyneel, belgijski kolarz szosowy, dyrektor sportowy
  - Bruno Gerber, szwajcarski bobsleista
  - Aleksander (Hopjorski), estoński biskup prawosławny
- 24 sierpnia:
  - Éric Bernard, francuski kierowca wyścigowy
  - Saliżan Szaripow, rosyjski kosmonauta
  - Marek Zub, polski piłkarz, trener
- 25 sierpnia:
  - Dariusz Garstka, polski koszykarz
  - Careca Bianchezi, brazylijski piłkarz
  - Mikael Blixt, szwedzki żużlowiec
  - Eduard Fernández, hiszpański aktor
  - Wasilios Kotronias, grecki szachista
  - Maksim Koncewicz, rosyjski matematyk
  - Bożena Kotkowska, polska działaczka związkowa, posłanka na Sejm RP
  - Radosław Leniarski, polski dziennikarz sportowy
  - Andrzej Potocki, polski polityk, poseł na Sejm RP (zm. 2025)
  - Robert Skrzypczak, polski duchowny rzymskokatolicki
  - Blair Underwood, amerykański aktor
  - Joanne Whalley, brytyjska aktorka
- 26 sierpnia: 
  - Mehriban Əliyeva, azerska lekarka, polityk, pierwsza dama
  - Mariusz Bonaszewski, polski aktor
  - Carsten Wolf, niemiecki kolarz torowy i szosowy
- 27 sierpnia:
  - Jelena Batałowa, rosyjska narciarka dowolna
  - Paul Bernardo, kanadyjski seryjny morderca
  - Robert Bogue, amerykański aktor
  - Lidia Burzyńska, polska działaczka samorządowa, polityk, poseł na Sejm RP
  - Andrzej Chyra, polski aktor
  - Stephan Elliott, amerykański reżyser i scenarzysta filmowy
  - Lynley Hannen, nowozelandzka wioślarka
- 28 sierpnia:
  - Dennis Bock, kanadyjski pisarz
  - Mike Brewer, brytyjski prezenter telewizyjny
  - Kaj Leo Johannesen, farerski polityk, premier Wysp Owczych
  - Kim Ok, północnokoreańska pianistka, pierwsza dama
- 29 sierpnia:
  - Jordi Arrese, hiszpański tenisista
  - Massimo Barbolini, włoski trener siatkarski
  - Jana Bobošíková, czeska dziennikarka, polityk, eurodeputowana
  - Andrzej Gajewski, polski kajakarz
  - Jerry de Jong, holenderski piłkarz
  - Stacey Travis, amerykańska aktorka
- 30 sierpnia: 
  - Zijad Baha ad-Din, egipski ekonomista, prawnik, polityk
  - Terrence Caroo, trener piłkarski z Saint Lucia
  - Jacek Czerniak, polski polityk i samorządowiec, poseł na Sejm RP
  - Bryan Neese, amerykański trójboista siłowy
  - Alexander Radwan, niemiecki prawnik, polityk
  - Agnieszka Wojciechowska van Heukelom, polska działaczka społeczna
- 31 sierpnia:
  - Esteban Becker, argentyński piłkarz, trener
  - Janusz Kręcikij, polski generał brygady
- 1 września: 
  - Urszula Augustyn, polska dziennikarka, publicystka, pedagog, polityk, poseł na Sejm RP
  - Brian Bellows, kanadyjski hokeista
  - Petr Fiala, czeski politolog, wykładowca akademicki i polityk, premier Czech
  - Wojciech Kass, polski poeta, eseista
  - Józef Tracz, polski zapaśnik
  - Martha Wells, amerykańska pisarka
- 2 września: 
  - Hermidio Barrantes, kostarykański piłkarz, bramkarz
  - Jerzy Hawryluk, ukraińsko-polski historyk, poeta, publicysta
  - Naglis Puteikis, litewski historyk, urzędnik państwowy, polityk
  - Keanu Reeves, kanadyjski aktor, reżyser i producent filmowy, muzyk, przedsiębiorca
  - Jean-Christophe Spinosi, francuski dyrygent, skrzypek
- 3 września: 
  - Norbert Huber, włoski saneczkarz
  - Holt McCallany, amerykański aktor
  - Aleksandyr Stankow, bułgarski trener piłkarski
- 4 września: 
  - Maryse Éwanjé-Épée, francuska lekkoatleta, skoczkini wzwyż
  - René Pape, niemiecki śpiewak operowy (bas)
  - Tomas Sandström, szwedzki hokeista
  - Robson da Silva, brazylijski lekkoatleta, sprinter
  - Markus Zimmermann, niemiecki bobsleista
- 5 września: 
  - Santiago De Wit Guzmán, hiszpański duchowny katolicki, arcybiskup, nuncjusz apostolski
  - Christian Delarbre, francuski duchowny katolicki
  - Frank Farina, australijski piłkarz, trener
  - Ric Keller, amerykański polityk
  - Siergiej Łoznica, ukraiński reżyser filmowy
  - Liam O’Brien, irlandzki piłkarz
- 6 września:
  - Robyn Grey-Gardner, australijska wioślarka
  - Alois Grussmann, czeski piłkarz, trener
  - Dorota Konstantynowicz, polska koszykarka
  - Rosie Perez, amerykańska aktorka pochodzenia portorykańskiego
  - Faustyna Toeplitz-Cieślak, polska teatrolog, dziennikarka radiowa
- 7 września:
  - Eazy-E, amerykański raper (zm. 1995)
  - Günther Eger, niemiecki bobsleista
  - Andy Hug, szwajcarski karateka stylu kyokushin (zm. 2000)
- 8 września: 
  - Grzegorz Kozioł, polski samorządowiec, wójt gminy Tarnów
  - Dunja Mijatović, bośniacka działaczka na rzecz praw człowieka
  - Nuno Isidro Nunes Cordeiro, portugalski duchowny katolicki, biskup pomocniczy Patriarchatu Lizbony
  - Jacek Pastusiński, polski lekkoatleta, trójskoczek, plastyk
  - Chad Zielinski, amerykański duchowny katolicki pochodzenia polskiego, biskup Fairbanks
- 9 września:
  - John Hughes, szkocki piłkarz, trener
  - Cæcilie Norby, duńska wokalistka jazzowa
  - Paul Thorp, angielski żużlowiec
- 10 września: 
  - Christine Cicot, francuska judoczka
  - John E. Sununu, amerykański polityk, senator
- 11 września:
  - Mimi Kodheli, albańska polityk
  - Józef (Makiedonow), rosyjski biskup prawosławny
  - Kathy Watt, australijska kolarka szosowa i torowa
  - Victor Lemonte Wooten, amerykański basista, kompozytor
- 12 września:
  - Zsolt Gyulay, węgierski kajakarz
  - Dieter Hecking, niemiecki piłkarz, trener
- 13 września:
  - Piotr Krukowski, polski sztangista
  - Mladen Mladenović, chorwacki piłkarz, trener
  - Rafał Ziemkiewicz, polski pisarz, dziennikarz, publicysta, komentator polityczny i ekonomiczny
  - Wiesława Żelaskowska, polska gimnastyczka
- 14 września:
  - Borys (Baranow), rosyjski biskup prawosławny
  - Faith Ford, amerykańska aktorka
  - Laurent Fournier, francuski piłkarz
  - Łukasz Kobiela, polski wokalista i gitarzysta bluesowy
  - Grażyna Lutosławska, polska dziennikarka, pisarka
  - Paoletta Magoni, włoska narciarka alpejska
  - Terrence Paul, kanadyjski wioślarz (sternik)
  - Tomasz Stryjek, polski historyk, politolog, wykładowca akademicki
  - Akyłbiek Dżaparow, kirgiski polityk
- 15 września:
  - Robert Fico, słowacki polityk, premier Słowacji
  - Joanna Kiliszek, polska menedżer kultury, krytyk sztuki, kuratorka wystaw
  - Waldemar Paruch, polski politolog, nauczyciel akademicki, polityk (zm. 2022)
- 16 września:
  - Nicolas Hénard, francuski żeglarz sportowy
  - Rossy de Palma, hiszpańska aktorka
  - Adam Pawliczek, polski żużlowiec, trener
  - Pavol Rankov, słowacki pisarz
  - Dave Sabo, amerykański gitarzysta, członek zespołów: Skid Row i Bon Jovi
  - Molly Shannon, amerykańska aktorka, scenarzystka filmowa
- 17 września:
  - Dariusz Bayer, polski piłkarz
  - Tomasz Dostatni, polski dominikanin
  - Franck Piccard, francuski narciarz alpejski
- 18 września:
  - Ryszard Federkiewicz, polski piłkarz, trener
  - Peter Hámor, słowacki alpinista, himalaista
  - Curt Hansen, duński szachista
  - Holly Robinson Peete, amerykańska aktorka, piosenkarka
  - Edson José Oriolo dos Santos, brazylijski duchowny katolicki, biskup pomocniczy Leopoldiny
- 19 września: 
  - Francisco Boza, peruwiański strzelec sportowy
  - Jennifer Cooke, amerykańska aktorka
  - Patrick Marber, brytyjski pisarz, scenarzysta filmowy
  - Konstanty Oświęcimski, polski polityk, samorządowiec, poseł na Sejm RP, wójt gminy Rewal
  - Kim Richards, amerykańska aktorka
- 20 września: 
  - Maggie Cheung, chińska aktorka
  - Zbigniew Rudyk, polski kolarz szosowy
- 21 września:
  - Carlos Alberto Aguilera, urugwajski piłkarz
  - Hugo Herrnhof, włoski łyżwiarz szybki, specjalista short tracku
  - Christo Kolew, bułgarski piłkarz
  - Keith Smart, amerykański koszykarz, trener
  - Władisław Surkow, rosyjski przedsiębiorca, polityk
- 22 września:
  - Tibor Gécsek, węgierski lekkoatleta, młociarz
  - Małgorzata Manowska, polska prawniczka
  - Benoît Poelvoorde, belgijski aktor, reżyser, scenarzysta, komik
  - Nobuyuki Tawara, japoński kolarz torowy
  - Vladimír Weiss, słowacki piłkarz, trener
- 23 września: 
  - Paul Bishop, australijski aktor
  - Clayton Blackmore, walijski piłkarz
  - Diane Dixon, amerykańska lekkoatletka, sprinterka
  - Josefa Idem, włoska kajakarka pochodzenia niemieckiego
  - Kōshi Inaba, japoński wokalista, jeden z założycieli japońskiego zespołu rockowego B’z
  - Michał Zabłocki, polski reżyser filmowy, poeta, autor tekstów piosenek
- 24 września:
  - Ainhoa Arteta, hiszpańska śpiewaczka operowa (sopran)
  - Marko Pomerants, estoński polityk
- 25 września:
  - Anita Barone, amerykańska aktorka
  - Barbara Dennerlein, niemiecka organistka jazzowa
  - Maria Doyle Kennedy, irlandzka aktorka
  - Chris Jacobs, amerykański pływak
  - Lily Mariye, amerykańska aktorka
  - Paweł Zalewski, polski historyk, przedsiębiorca, polityk, eurodeputowany i poseł na Sejm RP
- 26 września:
  - Óscar Blanco Martínez, chilijski duchowny katolicki, biskup Calamy
  - Hanna Chojnacka, polska aktorka
  - Åsa Magnusson, szwedzka narciarka dowolna
  - Jerzy Przyborowski, polski agronom
  - Jarosław Siemienowicz, polski wokalista, kompozytor, autor tekstów
  - John Tempesta, amerykański perkusista
- 27 września:
  - Izabela Ceglińska, polska skrzypaczka
  - Huo Tingxiao, chiński scenograf
  - André Sehmisch, niemiecki biathlonista
- 28 września: 
  - Oleg Bojko, rosyjski przedsiębiorca
  - Konstandina Kunewa, grecka polityk, eurodeputowana pochodzenia bułgarskiego
  - Piotr Turzyński, polski duchowny katolicki, biskup pomocniczy radomski (zm. 2025)
  - Elżbieta Wierzbicka, polska malarka
- 29 września:
  - Pierre-Marie Deloof, belgijski wioślarz
  - Guillermo Díaz, meksykański zapaśnik
  - Jeanna Fine, amerykańska aktorka pornograficzna
  - Stefan Machaj, polski piłkarz
- 30 września:
  - Ankie Bagger, szwedzka piosenkarka
  - Monica Bellucci, włoska aktorka
  - Anthony Delon, francusko-amerykański aktor filmowy
  - Anna Kwiecień, polska ekonomistka, polityk, poseł na Sejm RP
  - Lech Polcyn, polski artysta
  - Robby Takac, amerykański wokalista, basista, członek zespołu Goo Goo Dolls
- 1 października:
  - Jemina Alves, brazylijska judoczka
  - Eric Boe, amerykański pilot wojskowy, astronauta
  - Zeki Demirkubuz, turecki reżyser, scenarzysta, montażysta i producent filmowy
  - Tom Nijssen, holenderski tenisista
  - Alejandro Puerto, kubański zapaśnik
  - John Sheridan, irlandzki piłkarz, trener
- 2 października: 
  - Sheila Echols, amerykańska lekkoatletka, skoczkini w dal i sprinterka
  - Katarzyna Kowaleczko, chilijska aktorka pochodzenia polskiego
  - John Robertson, szkocki piłkarz, trener
- 3 października:
  - Jostein Flo, norweski piłkarz
  - Zbigniew Koniusz, polski lekarz, samorządowiec, wojewoda świętokrzyski
  - Clive Owen, brytyjski aktor
  - Sławomir Sikora, polski przedsiębiorca, zabójca
- 4 października:
  - Colin Miller, kanadyjski piłkarz pochodzenia szkockiego
  - Yvonne Murray, brytyjska lekkoatletka, biegaczka długodystansowa
  - Pasi Tauriainen, fiński piłkarz
- 5 października: 
  - Andrzej Brocki, polski nauczyciel
  - Seiko Hashimoto, japońska łyżwiarka szybka, polityk
  - Anna-Caren Sätherberg, szwedzka polityk
- 6 października:
  - Ricky Berry, amerykański koszykarz (zm. 1989)
  - Giovanni Pietro Dal Toso, włoski duchowny katolicki, sekretarz Papieskiej Rady Cor Unum
  - Manuela Gretkowska, polska pisarka, felietonistka, działaczka społeczna
  - Tom Jager, amerykański pływak
- 7 października: 
  - Yavuz Bingöl, turecki piosenkarz, aktor
  - Sam Brown, brytyjska piosenkarka, autorka tekstów
  - Andreas Ogris, austriacki piłkarz, trener
  - Mathias Schersing, niemiecki lekkoatleta, sprinter
  - Paul Stewart, angielski piłkarz
  - Wojciech Sławomir Żukowski, polski nauczyciel, polityk, wojewoda lubelski
- 8 października: 
  - Ian Hart, brytyjski aktor
  - CeCe Winans, amerykańska śpiewaczka muzyki gospel
- 9 października: 
  - Stacey Donovan, amerykańska aktorka pornograficzna
  - Guillermo del Toro, meksykański reżyser, scenarzysta i producent filmowy
  - Bogusław Ziętek, polski związkowiec, polityk
- 10 października: 
  - Antonio Albanese, włoski aktor, komik, reżyser i scenarzysta
  - Suat Atalık, turecki szachista
  - Kenny Battle, amerykański koszykarz
  - Verónica Cangemi, argentyńska śpiewaczka operowa (sopran)
  - Maxi Gnauck, niemiecka gimnastyczka
  - Guy Hellers, luksemburski piłkarz, trener
  - Lionel Laurent, francuski biathlonista
  - Zyta Rudzka, polska pisarka
  - Crystal Waters, amerykańska piosenkarka
- 11 października:
  - Uwe Ampler, niemiecki kolarz szosowy
  - Marek Domaracki, polski przedsiębiorca, polityk, poseł na Sejm RP (zm. 2019)
  - Janusz Kaleta, polski duchowny katolicki, biskup Karagandy w Kazachstanie
- 12 października: 
  - Shaun Ellis, brytyjski zoolog
  - Will Ferguson, kanadyjski pisarz
  - Francisco Gattorno, kubański aktor
  - Urs Remond, niemiecki aktor
  - Krzysztof Słoń, polski polityk, senator RP
- 13 października:
  - Anthony Adaji, nigeryjski duchowny katolicki, biskup Idah
  - Eli Driks, izraelski piłkarz
  - Gabriel Furlán, argentyński kierowca wyścigowy
  - Christopher Judge, amerykański aktor
  - Karl Þorsteins, islandzki szachista
- 14 października:
  - Grzegorz Czelej, polski dentysta, samorządowiec, polityk, senator RP
  - Joe Girardi, amerykański baseballista
  - Dorota Waszczuk, polska lekkoatletka, kulomiotka
- 15 października:
  - Tadeusz Plawgo, polski polityk, lekarz, poseł na Sejm RP
  - Jadwiga Sadowska, polska lekkoatletka, płotkarka
  - Roberto Vittori, włoski pilot wojskowy, astronauta
- 16 października:
  - Forbes Cowan, szkocki strongman
  - Konrad Plautz, austriacki sędzia piłkarski
- 17 października:
  - Jarosław Góra, polski piłkarz
  - Richard Henning, amerykański duchowny katolicki, biskup pomocniczy Rockville Centre
- 18 października:
  - Carlos Alfaro Moreno, argentyński piłkarz
  - Etsuko Inoue, japońska tenisistka
  - Dan Lilker, amerykański muzyk, kompozytor, wokalista, członek zespołu Nuclear Assault
  - Lourdes Robles, portorykańska piosenkarka, kompozytorka, aktorka
  - Charles Stross, brytyjski pisarz science fiction
- 19 października:
  - Márcio Bittencourt, brazylijski piłkarz, trener
  - Agnès Jaoui, francuska aktorka, reżyserka i scenarzystka filmowa, piosenkarka pochodzenia tunezyjskiego
  - Pierre Larrouturou, francuski przedsiębiorca, samorządowiec, polityk, eurodeputowany
  - Ty Pennington, amerykański, stolarz, model, osobowość telewizyjna
- 20 października:
  - Kamala Harris, amerykańska prawnik, polityk, senator pochodzenia hindusko-jamajskiego
  - Wałerija Hontarewa, ukraińska ekonomistka, prezes Narodowego Banku Ukrainy
  - Petra Procházková, czeska dziennikarka, korespondentka wojenna
  - Tomoko Yamaguchi, japońska aktorka
- 21 października:
  - Jon Carin, amerykański muzyk, członek zespołu Industry(inne języki)
  - Zaur Chapow, rosyjski piłkarz, bramkarz
  - Liv Strædet, norweska piłkarka
- 22 października:
  - Lionel Abelanski, francuski aktor pochodzenia żydowskiego
  - Paul Bonhomme, brytyjski pilot akrobacyjny i rejsowy
  - Mick Hill, brytyjski lekkoatleta, oszczepnik
  - Piotr Krzywicki, polski polityk, poseł na Sejm RP (zm. 2009)
  - Craig Levein, szkocki piłkarz, trener
  - Paul McStay, szkocki piłkarz
  - Zurab Nogaideli, gruziński polityk, premier Gruzji
  - Małgorzata Ostrowska-Królikowska, polska aktorka
  - Jarosław Struczyński, polski działacz społeczny, kasztelan gniewski, animator kultury
  - tobyMac, amerykański wokalista, członek zespołu dc Talk
- 23 października:
  - Bogusław Kowalski, polski historyk, polityk, poseł na Sejm RP
  - Tsutomu Shimomura, japoński fizyk, specjalista w dziedzinie zabezpieczeń komputerowych
  - Robert Trujillo, amerykański basista, członek zespołu Metallica
- 24 października:
  - Frode Grodås, norweski piłkarz, bramkarz
  - Serhat, turecki piosenkarz, producent muzyczny, prezenter telewizyjny
- 25 października: 
  - Sławoj Dubiel, polski artysta fotograf
  - Johan de Kock, holenderski piłkarz
  - Nicole, niemiecka piosenkarka
  - Kevin Michael Richardson, amerykański aktor
  - Aldona Struzik, polska aktorka
  - Tadeusz Urban, polski przedsiębiorca, polityk, poseł na Sejm RP
  - Peter Van den Begin, belgijski aktor, scenarzysta filmowy
- 26 października – Janusz Palikot, polski polityk
- 27 października: 
  - Jill Hetherington, kanadyjska tenisistka
  - Andrzej Mastalerz, polski aktor
  - Mary T. Meagher, amerykańska pływaczka
- 28 października:
  - Christine Cloarec, francuska polityk
  - Joyce Heron, brytyjska judoczka
  - Dariusz Kofnyt, polski piłkarz
  - Maria Lenczowska, polska koszykarka
  - Griffin O’Neal, amerykański aktor
  - Romy Rosemont, amerykańska aktorka
  - Scott Russell, amerykański motocyklista wyścigowy
  - Urszula Rzepczak, polska dziennikarka i prezenterka telewizyjna
- 29 października:
  - Mats Gustafsson, szwedzki saksofonista free jazzowy
  - Yasmin Le Bon, brytyjska modelka
  - Anthony Mosse, nowozelandzki pływak
  - Jackie Pereira, australijska hokeistka na trawie
  - Germar Rudolf, niemiecki chemik, negacjonista
  - Andreas Wagenhaus, niemiecki piłkarz
- 30 października:
  - Jean-Marc Bosman, belgijski piłkarz
  - Sandra Magnus, amerykańska inżynier, astronautka
- 31 października: 
  - Marco van Basten, holenderski piłkarz, trener
  - Eduard Kokojty, osetyjski polityk, prezydent Osetii Południowej
- 1 listopada:
  - Ryszard Ćwirlej, polski dziennikarz i pisarz
  - Otto Konrad, austriacki piłkarz, bramkarz
  - Sophie B. Hawkins, amerykańska wokalistka, autorka tekstów, malarka
  - Stanisław Mocek, polski socjolog i politolog
  - Lou Rhodes, brytyjska wokalistka, członkini duetu Lamb
- 2 listopada: 
  - Jorge Borelli, argentyński piłkarz
  - Marlena Maląg, polska nauczycielka, polityk, poseł na Sejm RP, minister rodziny, pracy i polityki społecznej
  - Sonja Reichart, niemiecka narciarka dowolna
  - Lauren Vélez, amerykańska aktorka pochodzenia portorykańskiego
- 3 listopada – Gregório Paixão Neto, brazylijski duchowny katolicki, biskup Petrópolis
- 4 listopada:
  - Wojciech Czuchnowski, polski dziennikarz, publicysta
  - Nathalie Fiat, francuska kolarka górska
  - Witold Gadowski, polski dziennikarz, publucysta, poeta, prozaik
  - Pierre-Yves Le Borgn’, francuski polityk
  - Sozar Subari, gruziński historyk, dziennikarz, działacz społeczny, polityk, rzecznik praw obywatelskich
- 5 listopada:
  - Famke Janssen, holenderska aktorka, modelka
  - Eva Nowicki, polska szachistka
  - Eva Pavlová, czeska wojskowa
  - Abédi Pelé, ghański piłkarz
- 6 listopada:
  - Piet Adema, holenderski polityk
  - Marcin Berdyszak, polski artysta współczesny
  - Arne Duncan, amerykański polityk
  - Greg Graffin, amerykański wokalista, członek zespołu Bad Religion
  - António Morato, portugalski piłkarz
  - José Rui, kabowerdyjski piłkarz, trener
  - Dmytro Tiapuszkin, ukraiński piłkarz, bramkarz
- 7 listopada: 
  - Gabriela Olărașu, rumuńska szachistka
  - Michael Papajohn, amerykański baseballista, aktor, kaskader
  - Corrado Sanguineti, włoski duchowny katolicki, biskup Pawii
  - Shannon Whirry, amerykańska aktorka
- 8 listopada:
  - Antoine Clamaran, francuski muzyk, didżej
  - Hilde Gjermundshaug Pedersen, norweska biegaczka narciarska i na orientację
- 9 listopada: 
  - Frédéric Delpla, francuski szpadzista
  - Sonja Kirchberger, austriacka aktorka
  - Robert Duncan McNeill, amerykański aktor, reżyser i producent filmowy
  - Sergiusz Wołczaniecki, polski sztangista
- 10 listopada:
  - Héctor Campana, argentyński koszykarz
  - Michał Gębura, polski piłkarz
  - Darla Haun, amerykańska aktorka, prezenterka telewizyjna, modelka
  - Kenny Rogers, amerykański baseballista
  - Magnús Scheving, islandzki gimnastyk, przedsiębiorca, prezenter telewizyjny
- 11 listopada: 
  - Calista Flockhart, amerykańska aktorka
  - Roger Gössner, niemiecki zapaśnik
  - Zdzisław Janik, polski piłkarz
  - Keijo Pehkonen, fiński zapaśnik
  - Miłko Popczew, bułgarski szachista
  - Ildikó Pusztai, węgierska florecistka
  - Wolfram Weimer, niemiecki dziennikarz, publicysta i wydawca
- 12 listopada:
  - Thomas Berthold, niemiecki piłkarz
  - Dave Ellefson, amerykański basista, członek zespołu Megadeth
  - Michael Kremer, amerykański ekonomista, laureat Nagrody Nobla
- 13 listopada: 
  - Ronald Agénor, haitański tenisista
  - Urban Ahlin, szwedzki polityk
  - Timo Rautiainen, fiński pilot rajdowy
  - Małgorzata Saramonowicz, polska pisarka, dziennikarka
  - Dan Sullivan, amerykański polityk, senator
- 14 listopada: 
  - Raúl Araiza, meksykański aktor
  - Silken Laumann, kanadyjska wioślarka
  - Joseph Simmons, amerykański raper
  - Patrick Warburton, amerykański aktor
- 15 listopada: 
  - Witold Bałażak, polski polityk, poseł na Sejm RP
  - Philippe Montanier, francuski piłkarz, bramkarz, trener
  - Anna Paniszewa, polska działaczka społeczna i oświatowa na Białorusi
  - Madżid Torkan, irański zapaśnik
- 16 listopada:
  - Monica Bandini, włoska kolarka szosowa (zm. 2021)
  - Valeria Bruni Tedeschi, włoska aktorka
  - Diana Krall, kanadyjska wokalistka jazzowa
  - Harry Lennix, amerykański aktor
  - Dorota Liliental, polska aktorka
  - Janusz Ostrowski, polski duchowny katolicki, biskup pomocniczy warmiński
  - Maeve Quinlan, amerykańska aktorka
- 17 listopada:
  - Tomasz Błach, polski judoka
  - Fofi Jenimata, grecka polityk (zm. 2021)
  - Mirosław Jękot, polski aktor
  - Daniela Kovářová, czeska prawnik, pisarka, polityk
  - Jan Majchrowski, polski prawnik, polityk, wojewoda lubuski
  - Susan Rice, amerykańska polityk
  - Krzysztof Warzycha, polski piłkarz, trener
- 18 listopada:
  - Daniel Aceves, meksykański zapaśnik
  - Salud Carbajal, amerykański polityk, kongresman
  - Krystyna Chylińska, polska lekkoatletka, biegaczka
  - Rita Cosby, amerykańska dziennikarka pochodzenia duńsko-polskiego
  - Hiroyuki Tanaka, japoński aktor, reżyser filmowy
- 19 listopada:
  - Phil Hughes, północnoirlandzki piłkarz, bramkarz
  - Eric Musselman, amerykański koszykarz, trener
  - Petr Nečas, czeski polityk, premier Czech
- 20 listopada:
  - Andrij Kałasznikow, ukraiński zapaśnik
  - Jolanta Pieńkowska, polska dziennikarka i prezenterka telewizyjna
- 21 listopada: 
  - Katarzyna Kulwicka, polska koszykarka
  - Francisco Lima Soares, brazylijski duchowny katolicki, biskup Caroliny
  - Hanna Piotrowska, polska aktorka
  - Andreas P. Pittler, austriacki pisarz
  - Inguna Sudraba, łotewska ekonomistka, polityk
- 22 listopada:
  - Olivier Chastel, belgijski i waloński polityk
  - Marek Czerniawski, polski piłkarz, trener
  - Palo Pandolfo, argentyński piosenkarz, gitarzysta, producent muzyczny (zm. 2021)
  - Robbie Slater, australijski piłkarz pochodzenia angielskiego
  - Jacek Turczyński, polski prawnik, polityk, poseł na Sejm RP
  - Emilia Wnuk, polska piłkarka, trenerka, sędzia piłkarska
- 23 listopada:
  - Steve Alford, amerykański koszykarz, trener
  - Boyd Kestner, amerykański aktor, scenarzysta i producent filmowy
  - Sharon Marley, jamajska wokalistka reggae
  - Lars Myrberg, szwedzki bokser
  - Krzysztof Neugebauer, polski karateka
  - Kurt Russ, austriacki piłkarz, trener
  - Frank Rutherford, bahamski lekkoatleta, trójskoczek
  - Adam Słomka, polski polityk, poseł na Sejm RP
  - Dorota Uram, polska siatkarka
- 24 listopada:
  - Garret Dillahunt, amerykański aktor
  - Conleth Hill, północnoirlandzki aktor
  - Tony Rombola, amerykański gitarzysta, członek zespołu Godsmack
  - Brad Sherwood, amerykański aktor
- 25 listopada: 
  - Kevin Jackson, amerykański zapaśnik
  - Joanna Kurowska, polska aktorka
- 26 listopada:
  - Szukri Balid, tunezyjski polityk, prawnik (zm. 2013)
  - Andrzej Przybylski, polski duchowny katolicki, biskup pomocniczy częstochowski
  - Vreni Schneider, szwajcarska narciarka alpejska, trzykrotna mistrzyni olimpijska
- 27 listopada:
  - Roberto Mancini, włoski piłkarz, trener
  - Adam Shankman, amerykański aktor, reżyser i producent filmowy, tancerz
  - Jan Wróbel, polski dziennikarz, publicysta, felietonista, nauczyciel, historyk
- 28 listopada:
  - Michael Bennet, amerykański polityk, senator
  - Armin Bittner, niemiecki narciarz alpejski
  - Sherko Fatah, niemiecki pisarz pochodzenia kurdyjskiego
  - Bogdan Latosiński, polski samorządowiec, polityk, poseł na Sejm RP
- 29 listopada: 
  - Don Cheadle, amerykański aktor, reżyser i scenarzysta filmowy
  - Andrzej Jasionowski, polski prawnik, dyplomata
  - Juraj Liška, słowacki przedsiębiorca, samorządowiec, polityk
  - Ken Monkou, holenderski piłkarz pochodzenia surinamskiego
  - Gábor Tóth, węgierski zapaśnik
- 30 listopada:
  - Antonina Choroszy, polska aktorka
  - Henk-Jan Zwolle, holenderski wioślarz
- 1 grudnia: 
  - Abdesslam Benabdellah, algierski piłkarz, bramkarz
  - Salvatore Schillaci, włoski piłkarz (zm. 2024)
  - Jo Walton, walijska poetka, pisarka fantasy i science fiction
  - Rasoul Amani, nowozelandzki zapaśnik
- 2 grudnia:
  - Don Barber, kanadyjski hokeista
  - Johan Rossouw, południowoafrykański i brytyjski zapaśnik
- 3 grudnia: 
  - Daniel Dyluś, polski piłkarz, trener
  - Dariusz Gajewski, polski reżyser filmowy
  - István Kozma, węgierski piłkarz
  - Kazimierz Kuberski, polski prawnik, urzędnik państwowy
  - Tosh McKinlay, szkocki piłkarz
  - Stanisław Trociuk, polski prawnik, zastępca Rzecznika Praw Obywatelskich
- 4 grudnia:
  - Grzegorz (Charkiewicz), polski duchowny prawosławny, arcybiskup bielski
  - Sertab Erener, turecka piosenkarka, zwyciężczyni Konkursu Piosenki Eurowizji w 2003 w Rydze
  - Jonathan Goldstein, amerykański aktor
  - Gianpaolo Grisandi, włoski kolarz torowy (zm. 2025)
  - Rob Harmeling, holenderski kolarz szosowy
  - Uwe Kröger, niemiecki aktor, wokalista, tancerz
  - Chelsea Noble, amerykańska aktorka
  - Marisa Tomei, amerykańska aktorka
  - Asłaudin Abajew, radziecki zapaśnik
- 5 grudnia: 
  - Pablo Morales, amerykański pływak pochodzenia meksykańskiego
  - Oscar Ngoy, kongijski duchowny katolicki, biskup Kongolo
  - Marcin Pałys, polski chemik, wykładowca akademicki
  - Martin Vinnicombe, australijski kolarz torowy
- 6 grudnia:
  - Giulio Base, włoski aktor, reżyser, scenarzysta i producent filmowy i telewizyjny
  - Marat Ganiejew, rosyjski kolarz torowy i szosowy pochodzenia tatarskiego
  - Sylvie Goulard, francuska polityk, posłanka do Parlamentu Europejskiego
  - Timothy Harris, polityk z Saint Kitts i Nevis, premier
- 7 grudnia:
  - Ilse Aigner, niemiecka polityk
  - Władimir Artiomow, rosyjski gimnastyk
  - Peter Laviolette, amerykański hokeista
  - Stuart Tinney, australijski jeździec sportowy
  - Pietro Wu Yishun, chiński duchowny katolicki, prefekt apostolski Shaowu
  - Dario Zuffi, szwajcarski piłkarz
- 8 grudnia: 
  - Teri Hatcher, amerykańska aktorka
  - Nikola Jerkan, chorwacki piłkarz
- 9 grudnia:
  - Damase Zinga Atangana, kameruński duchowny katolicki, biskup Kribi
  - Peter Blangé, holenderski siatkarz, trener
  - Paul Landers, niemiecki gitarzysta, członek zespołu Rammstein
  - Michael Müller, niemiecki polityk, burmistrz Berlina
- 10 grudnia:
  - Joseph Kallarackal, indyjski duchowny katolicki
  - Wiktor Klimow, ukraiński kolarz szosowy
  - Klubbingman, niemiecki didżej, producent muzyczny
- 11 grudnia:
  - Mykoła Tomenko, ukraiński polityk
  - Miguel Varoni, argentyńsko-kolumbijski aktor
  - Carolyn Jane Waldo, kanadyjska pływaczka synchroniczna
  - Marek Żelkowski, polski piłkarz science fiction i fantasy
- 12 grudnia:
  - Donna Burke, australijska piosenkarka, aktorka głosowa
  - Bonni Ginzburg, izraelski piłkarz, bramkarz
  - Kenneth Ham, amerykański inżynier, pilot wojskowy, astronauta
- 13 grudnia:
  - Dieter Eilts, niemiecki piłkarz, trener
  - Ricardo Gomes, brazylijski piłkarz, trener
  - Arturs Krišjānis Kariņš, łotewski polityk, premier Łotwy
  - Hideto Matsumoto, japoński gitarzysta, członek zespołu X-Japan (zm. 1998)
  - Ildo Augusto dos Santos Lopes Fortes, portugalski duchowny katolicki, biskup Mindelo
- 14 grudnia:
  - Rebecca Gibney, nowozelandzko-australijska aktorka
  - Noémie Lvovsky, francuska aktorka, reżyserka i scenarzystka filmowa
  - Jurij Łucenko, ukraiński polityk
  - Swilen Nejkow, bułgarski wioślarz, trener, polityk
- 15 grudnia:
  - Edson Batista de Mello, brazylijski duchowny katolicki, biskup Cachoeira do Sul
  - Kubatbek Boronow, kirgiski polityk, premier Kirgistanu
  - Adam Świerkocz, polski generał brygady pilot
  - Jacek Zacharewicz, polski samorządowiec, polityk, poseł na Sejm RP
- 16 grudnia: 
  - Heike Drechsler, niemiecka lekkoatletka, skoczkini w dal i sprinterka
  - Anfisa Riezcowa, rosyjska biathlonistka (zm. 2023)
- 17 grudnia:
  - Erik Holmgren, fiński piłkarz
  - Frank Musil, czeski hokeista
  - Maciej Nowak, polski dziennikarz, publicysta, krytyk teatralny i kulinarny, satyryk
  - Dariusz Piontkowski, polski samorządowiec, polityk, poseł na Sejm RP, minister edukacji narodowej
- 18 grudnia: 
  - Steve Austin, amerykański aktor, wrestler
  - Frédéric Deban, francuski aktor
  - Robson Green, brytyjski aktor, piosenkarz
  - Frank Rennicke, niemiecki gitarzysta folkowy, pieśniarz, poeta, działacz nacjonalistyczny
- 19 grudnia: 
  - Wojciech Polak, polski duchowny katolicki, arcybiskup metropolita gnieźnieński i prymas Polski
  - Arvydas Sabonis, litewski koszykarz
- 20 grudnia:
  - Mark Coleman, amerykański zapaśnik, zawodnik mieszanych sztuk walki
  - Mlađan Dinkić, serbski ekonomista, polityk
  - Morten Løkkegaard, duński dziennikarz, polityk
  - Ognjana Petrowa, bułgarska kajakarka
  - Leszek Szerepka, polski historyk, urzędnik, dyplomata
- 21 grudnia:
  - Olivier Renet, francuski szachista
  - Noel Sanvicente, wenezuelski piłkarz, trener
- 22 grudnia:
  - Ołeksandr Jakymenko, ukraiński wojskowy, polityk
  - Manfred Zsak, austriacki piłkarz, trener
- 23 grudnia: 
  - Norman Bellingham, amerykański kajakarz
  - Petr Klíma, czeski hokeista (zm. 2023)
  - Eddie Vedder, amerykański muzyk, członek zespołu Pearl Jam
- 24 grudnia:
  - Beata Knapczyk, polska lekkoatletka, sprinterka i płotkarka
  - Anja Orthodox, polska wokalistka, muzyk, kompozytorka, autorka tekstów, członkini zespołu Closterkeller
  - Ewa Prusak, polska lekkoatletka, wieloboistka
  - Rui Valério, portugalski duchowny katolicki, biskup polowy Portugalii
  - Mark Valley, amerykański aktor
- 25 grudnia:
  - Ahn Nae-sang, południowokoreański aktor
  - Ian Bostridge, brytyjski śpiewak operowy (tenor)
  - José de Jesús González Hernández, meksykański duchowny katolicki, biskup prałatury terytorialnej Jesús María del Nayar
  - Gary McAllister, szkocki piłkarz, trener
- 26 grudnia: 
  - Colleen Dion, amerykańska aktorka
  - Cezary Miżejewski, polski polityk, poseł na Sejm RP
  - Emiko Okagawa, japońska tenisistka
  - Giuseppe Puliè, włoski biegacz narciarski
- 27 grudnia: 
  - Ian Gomez, amerykański aktor
  - Gary Muller, południowoafrykański tenisista
  - Jarosław Pięta, polski samorządowiec, polityk, poseł na Sejm RP
  - Marian Turowski, polski kolarz torowy
- 28 grudnia:
  - Juan Carlos Alvarado, gwatemalski piosenkarz
  - Rick Leach, amerykański tenisista
  - Laurence Modaine-Cessac, francuska florecistka
- 29 grudnia: 
  - Jacek Bayer, polski piłkarz, trener
  - Michael Cudlitz, amerykański aktor
  - Christine Leunens, nowozelandzka pisarka
- 30 grudnia:
  - Bogusław Chrabota, polski dziennikarz, publicysta, pisarz
  - Dariusz Kuźmina, polski historyk, wykładowca akademicki
  - Eugeniusz Skupień, polski żużlowiec
- 31 grudnia:
  - Włatko Bogdanowski, macedoński szachista
  - Marzena Brzóstowicz, polska wokalistka, kompozytorka, autorka tekstów
  - Fliura Uskowa, kazachska szachistka
  - Valentina Vargas, chilijska aktorka
- data dzienna nieznana: 
  - Grzegorz Berendt, polski historyk
  - Jacek Kowalski, polski historyk sztuki
  - Mirosław Rogalski, polski dziennikarz telewizyjny i radiowy
  - Izabela Rudzka, polska malarka i pedagog
  - Izabella Sariusz-Skąpska, polska filolog, prezes Federacji Rodzin Katyńskich
  - Janusz Smołucha, polski historyk
  - Wojciech Wieteska, polski fotograf, operator i reżyser

## Zdarzenia astronomiczne
- 19 grudnia – zaćmienie Księżyca

## Nagrody Nobla
- z fizyki – Charles Townes, Nikołaj Basow, Aleksandr Prochorow
- z chemii – Dorothy Crowfoot Hodgkin
- z medycyny – Konrad Bloch, Feodor Lynen
- z literatury – Jean-Paul Sartre (nie przyjął nagrody)
- nagroda pokojowa – Martin Luther King

## Święta ruchome
- Tłusty czwartek: 6 lutego
- Ostatki: 11 lutego
- Popielec: 12 lutego
- Niedziela Palmowa: 22 marca
- Wielki Czwartek: 26 marca
- Wielki Piątek: 27 marca
- Pamiątka śmierci Jezusa Chrystusa: 28 marca
- Wielka Sobota: 28 marca
- Wielkanoc: 29 marca
- Poniedziałek Wielkanocny: 30 marca
- Wniebowstąpienie Pańskie: 7 maja
- Zesłanie Ducha Świętego: 17 maja
- Boże Ciało: 28 maja